# Lady Gaga/Auszeichnungen für Musikverkäufe

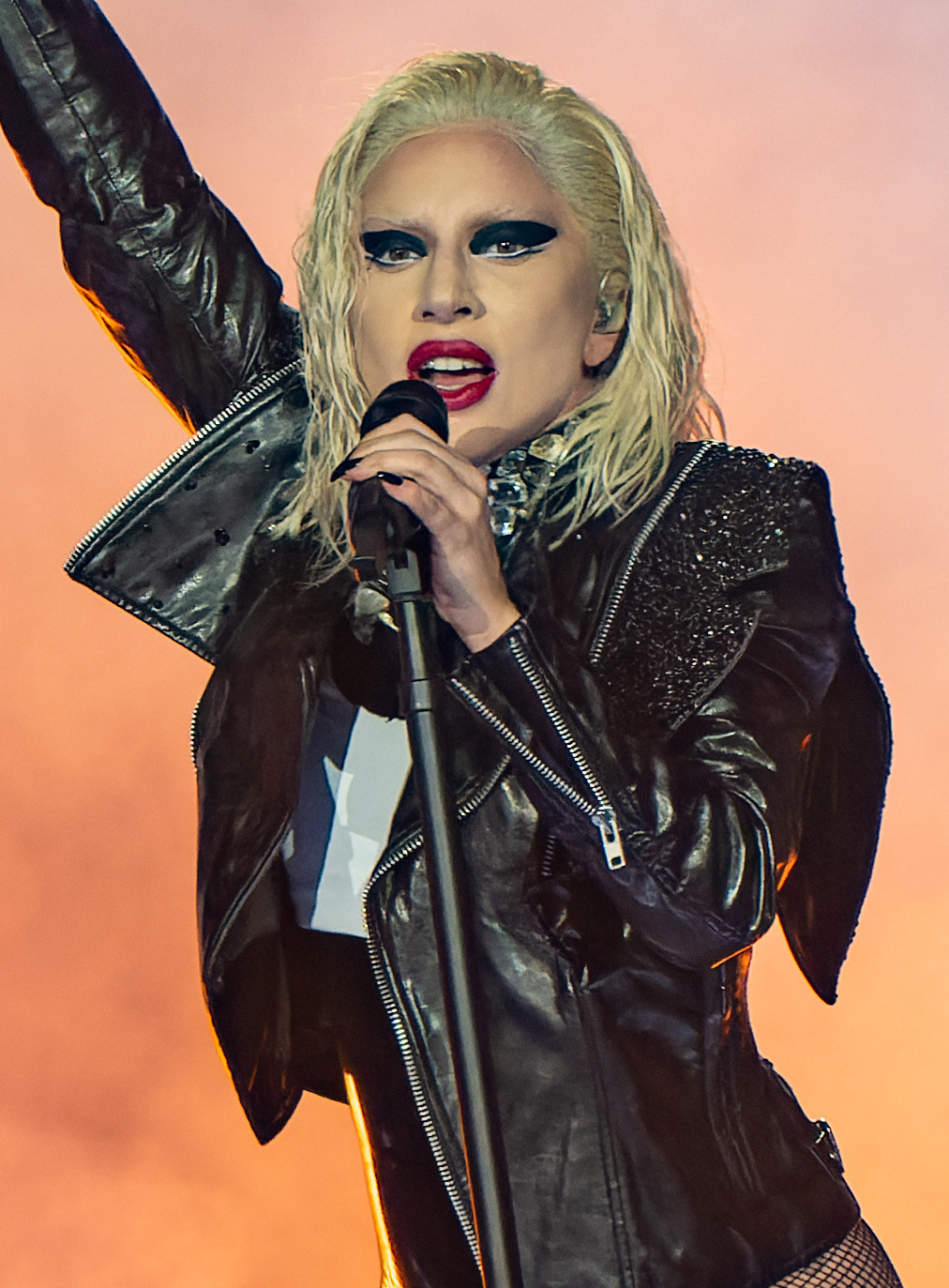
Lady Gaga (2022)

Dies ist eine Übersicht über die Auszeichnungen für Musikverkäufe der US-amerikanischen Pop-Sängerin Lady Gaga. Die Auszeichnungen finden sich nach ihrer Art (Gold, Platin usw.), nach Staaten getrennt in chronologischer Reihenfolge, geordnet sowie nach den Tonträgern selbst, ebenfalls in chronologischer Reihenfolge, getrennt nach Medium (Alben, Singles usw.), wieder.

## Auszeichnungen
| - Vereinigtes Königreich - 2014: für die Single Marry the Night - 2015: für das Album Cheek to Cheek - 2018: für die Single Yoü and I - 2019: für die Single Perfect Illusion - 2022: für das Lied Is That Alright? - 2022: für das Lied Look What I Found - 2025: für die Single Sour Candy - 2025: für die Single Disease - 2025: für das Lied Music to My Eyes - Argentinien - 2013: für das Album Artpop - Australien - 2015: für das Album Cheek to Cheek - 2021: für die Single Video Phone - 2024: für die Single 911 - 2024: für das Lied Heal Me - 2024: für das Lied Is That Alright? - 2024: für das Lied Look What I Found - 2024: für das Lied Monster - 2024: für die Single Sour Candy - 2024: für das Lied Diggin’ My Grave - 2024: für das Lied I Don’t Know What Love Is - 2024: für die Single Starstruck - 2024: für das Album Artpop - 2024: für das Album Chromatica - 2024: für das Album Joanne - Belgien - 2010: für die Single Just Dance - 2010: für die Single Alejandro - 2010: für die Single Bad Romance - 2010: für die Single Telephone - 2010: für das Album The Remix - 2011: für die Single Born This Way - 2019: für das Album A Star Is Born - 2022: für die Single Hold My Hand - 2025: für die Single Abracadabra - Brasilien - 2024: für die Single Venus - 2024: für das Lied Hair Body Face - 2024: für das Lied Chromatica II - 2024: für die Single John Wayne - 2024: für das Lied I’ll Never Love - 2024: für die Single A-Yo - 2024: für das Lied Chromatica I - 2024: für die Single Your Song - 2024: für das Lied Why Did You Do That? - 2024: für das Lied Before I Cry - Dänemark - 2010: für die Single Paparazzi - 2011: für die Single Born This Way - 2011: für die Single Eh, Eh (Nothing Else I Can Say) - 2011: für das Streaming The Edge of Glory - 2012: für die Single The Edge of Glory - 2020: für das Album Joanne - 2021: für die Single Million Reasons - 2021: für das Lied I’ll Never Love Again - 2023: für die Single Hold My Hand - 2023: für das Album Chromatica - 2024: für die Single Judas - 2025: für das Album Top Gun: Maverick (Music from the Motion Picture) - Deutschland - 2011: für die Single Telephone - 2018: für die Single The Edge of Glory - 2018: für die Single Applause - 2018: für die Single Do What U Want - 2022: für die Single Million Reasons - 2022: für die Single Rain on Me - 2023: für die Single Always Remember Us This Way - 2023: für die Single LoveGame - 2025: für die Single Die with a Smile - Finnland - 2011: für das Album Born This Way - 2020: für das Album Joanne - Frankreich - 2010: für die Single Alejandro - 2010: für die Single Telephone - 2018: für das Album Joanne - 2020: für die Single Rain on Me - 2025: für das Album Mayhem - 2025: für die Single Disease - GCC - 2010: für das Album The Fame Monster - Griechenland - 2023: für das Lied Bloody Mary - Indien - 2011: für das Album Born This Way - Indonesien - 2011: für das Album Born This Way (Seite dauerhaft nicht mehr abrufbar, festgestellt im Dezember 2024. Suche in Webarchiven) - Italien - 2011: für die Single Judas - 2013: für das Album Artpop - 2016: für die Single Perfect Illusion - 2017: für das Album Joanne - 2020: für die Single Stupid Love - 2021: für die Single 911 - 2025: für das Album Mayhem - 2025: für die Single Abracadabra - Japan - 2010: für die Single Just Dance (Mobile Downloads) - 2010: für die Single Bad Romance (Mobile Downloads) - 2010: für die Single Telephone (Downloads) - 2011: für die Single Bad Romance (Downloads) - 2011: für die Single Just Dance (Downloads) - 2011: für die Single Judas (Mobile Downloads) - 2011: für die Single Judas (Downloads) - 2011: für das Album Born This Way – The Remix - 2011: für die Single The Edge of Glory (Downloads) - 2011: für die Single The Edge of Glory (Mobile Downloads) - 2014: für die Single Applause (Digital) - Kanada - 2013: für die Single Do What U Want - 2016: für das Album Joanne - 2016: für die Single Million Reasons - 2016: für die Single Perfect Illusion - 2020: für die Single Sour Candy - 2023: für das Lied Bloody Mary - 2025: für die Single Disease - 2025: für die Single Abracadabra - 2025: für das Album Mayhem - Kolumbien - 2013: für das Album Artpop - Libanon - 2010: für das Album The Fame - Mexiko - 2014: für die Single Do What U Want - Neuseeland - 2009: für die Single Eh, Eh (Nothing Else I Can Say) - 2011: für die Single The Edge of Glory - 2011: für die Single Yoü and I - 2015: für die Single Do What U Want - 2018: für die Single The Cure - 2020: für die Single Stupid Love - 2020: für das Lied Look What I Found - 2022: für das Lied Music to My Eyes - 2023: für das Lied Bloody Mary - 2024: für das Lied Is That Alright? - 2024: für die Single Sour Candy - 2025: für das Album Mayhem - Niederlande - 2009: für das Album The Fame - Norwegen - 2020: für das Album Chromatica - 2020: für das Album Joanne - 2020: für das Lied I’ll Never Love Again - 2020: für die Single Stupid Love - 2021: für das Album Artpop - 2021: für die Single Do What U Want - 2021: für die Single The Edge of Glory - Österreich - 2013: für das Album Artpop - 2024: für die Single Stupid Love - 2024: für die Single LoveGame - 2024: für die Single Judas - 2024: für das Album Joanne - 2024: für das Album Chromatica - 2024: für das Lied Bloody Mary - 2024: für das Lied I’ll Never Love Again - 2025: für die Single Abracadabra - Polen - 2013: für das Album Artpop - 2021: für das Lied Is That Alright? - 2021: für das Lied Look What I Found - 2024: für die Single Sour Candy - Portugal - 2022: für die Single Stupid Love - Russland - 2010: für das Album The Remix - 2010: für die Single Bad Romance - Schweden - 2009: für die Single Eh, Eh (Nothing Else I Can Say) - 2011: für die Single Paparazzi - 2013: für das Album Artpop - 2022: für das Lied I’ll Never Love Again - 2022: für die Single Million Reasons - Schweiz - 2010: für die Single Paparazzi - 2010: für die Single Telephone - 2011: für die Single The Edge of Glory - 2021: für die Single Always Remember Us This Way - 2021: für das Album Chromatica - 2022: für das Album Top Gun: Maverick (Music from the Motion Picture) - 2025: für die Single Abracadabra - Singapur - 2019: für das Album Born This Way - 2021: für das Album Chromatica - Spanien - 2010: für das Album The Fame Monster - 2011: für die Single Born This Way - 2011: für das Album Born This Way - 2011: für die Single Judas - 2013: für das Album Artpop - 2020: für das Album A Star Is Born - 2022: für das Album Chromatica - 2024: für die Single Applause - 2024: für die Single Stupid Love - 2024: für das Lied Bloody Mary - 2024: für die Single Paparazzi - 2025: für die Single Hold My Hand - 2025: für die Single Abracadabra - 2025: für das Album Mayhem - Ungarn - 2011: für das Album Born This Way - 2013: für das Album Artpop - 2024: für die Single Rain on Me - Vereinigte Staaten - 2015: für das Album Cheek to Cheek - 2016: für die Single Beautiful, Dirty, Rich - 2016: für die Single Eh, Eh (Nothing Else I Can Say) - 2017: für das Lied Monster - 2017: für die Single Perfect Illusion - 2020: für das Lied Speechless - 2020: für das Lied Boys Boys Boys - 2021: für die Single Sour Candy - Vereinigtes Königreich - 2013: für das Album The Remix - 2013: für das Album Artpop - 2013: für das Videoalbum Lady Gaga Presents the Monster Ball Tour: At Madison Square Garden - 2016: für die Single Do What U Want - 2017: für das Album Joanne - 2019: für die Single The Cure - 2020: für das Album Chromatica - 2023: für die Single Hold My Hand - 2024: für das Lied Bloody Mary - 2025: für das Album Mayhem - 2025: für die Single Abracadabra - Zentralamerika - 2025: für die Single Abracadabra | - Australien - 2024: für das Lied Bloody Mary - 2024: für die Single Dance in the Dark - 2024: für die Single Eh, Eh (Nothing Else I Can Say) - 2024: für die Single Hold My Hand - 2024: für die Single Marry the Night - 2024: für die Single Perfect Illusion - 2024: für die Single Do What U Want - 2025: für die Single Abracadabra - Belgien - 2009: für die Single Poker Face - 2011: für das Album Born This Way - 2019: für die Single Always Remember Us This Way - 2021: für die Single Rain on Me - 2025: für das Album Mayhem - Brasilien - 2012: für das Album The Remix - 2013: für das Album Artpop - 2015: für das Album Cheek to Cheek - 2012: für das Videoalbum Lady Gaga Presents the Monster Ball Tour: At Madison Square Garden - 2016: für das Album Joanne - 2020: für das Album Chromatica - 2024: für das Lied Enigma - 2024: für die Single LoveGame - 2024: für die Single Do What U Want - 2024: für das Lied Is That Alright? - 2024: für das Lied I Don’t Know What Love Is - 2024: für das Lied Plastic Doll - 2024: für das Lied Sine From Above - 2024: für das Lied Replay - 2024: für das Lied Babylon - 2024: für das Lied Alice - 2024: für die Single Free Woman - 2024: für das Lied Music to My Eyes - 2024: für die Single Hold My Hand - 2024: für das Lied La Vie En Rose - 2024: für das Lied 1000 Doves - 2025: für das Album Mayhem - Dänemark - 2011: für die Single Alejandro - 2011: für das Streaming Born This Way - 2013: für die Single Telephone - 2013: für das Streaming Applause - 2014: für das Streaming Do What U Want - 2019: für das Album Born This Way - 2023: für die Single Rain on Me - 2025: für die Single Die with a Smile - Deutschland - 2011: für die Single Alejandro - 2018: für die Single Born This Way - 2019: für die Single Shallow - 2023: für das Album A Star Is Born - Europa - 2011: für das Album Born This Way - Finnland - 2009: für die Single Poker Face - 2009: für das Album The Fame - 2009: für das Album The Fame Monster - 2020: für das Album A Star Is Born - Frankreich - 2010: für die Single Bad Romance - 2013: für das Album Artpop - 2022: für die Single Million Reasons - 2023: für die Single Stupid Love - 2023: für das Album Chromatica - 2025: für die Single Abracadabra - GCC - 2010: für das Album The Fame - 2011: für das Album Born This Way - Griechenland - 2010: für das Album The Fame - 2025: für die Single Judas - 2025: für die Single Abracadabra - Italien - 2009: für die Single Paparazzi - 2009: für die Single Telephone - 2011: für die Single Born This Way - 2011: für die Single The Edge of Glory - 2013: für die Single Applause - 2014: für die Single Do What U Want - 2019: für die Single The Cure - 2020: für die Single Rain on Me - 2022: für das Album Chromatica - 2023: für die Single Hold My Hand - 2023: für das Lied Bloody Mary - 2023: für die Single Just Dance - 2024: für das Lied I’ll Never Love Again - 2024: für die Single Die with a Smile - Japan - 2010: für die Single Poker Face (Mobile Downloads) - 2011: für die Single Poker Face (Downloads) - 2011: für die Single Poker Face (LLG VS GLG Radio Mix) (Mobile Downloads) - 2011: für das Album The Remix - 2011: für die Single Telephone (Mobile Downloads) - 2013: für das Album Artpop - 2025: für das Streaming Rain on Me - Kanada - 2013: für das Album Artpop - 2015: für das Album Cheek to Cheek - 2022: für die Single Hold My Hand - 2024: für das Album Chromatica - Mexiko - 2011: für das Album Born This Way - 2014: für das Album Artpop - 2014: für die Single Applause - 2018: für das Album Joanne - Neuseeland - 2011: für die Single Born This Way - 2015: für die Single Applause - 2021: für das Album Joanne - 2022: für das Album Chromatica - 2023: für das Lied I’ll Never Love Again - 2023: für die Single LoveGame - 2023: für die Single Alejandro - 2024: für die Single Hold My Hand - 2024: für die Single Judas - Norwegen - 2020: für die Single Million Reasons - 2021: für das Album Born This Way - 2021: für die Single Alejandro - 2024: für die Single Die with a Smile - Österreich - 2013: für das Album Born This Way - 2024: für die Single The Edge of Glory - 2024: für die Single Paparazzi - 2024: für die Single Million Reasons - 2024: für die Single Hold My Hand - 2024: für die Single Applause - 2024: für die Single Alejandro - 2024: für die Single Telephone - 2024: für die Single Rain on Me - 2025: für die Single Die with a Smile - Polen - 2011: für das Album Born This Way - 2021: für die Single Stupid Love - 2023: für das Album Chromatica - 2023: für das Album Joanne - 2024: für das Lied Bloody Mary (Sped Up Remix) - 2025: für das Album Mayhem - 2025: für die Single Abracadabra - Portugal - 2010: für das Album The Fame - 2011: für das Album Born This Way - 2020: für das Lied I’ll Never Love Again - 2021: für das Album A Star Is Born - 2021: für die Single Rain on Me - 2025: für die Single Abracadabra - Schweden - 2009: für die Single Just Dance - 2010: für die Single Alejandro - 2010: für das Album The Fame - 2010: für das Album The Fame Monster - 2011: für die Single Judas - 2011: für die Single The Edge of Glory - 2012: für das Album Born This Way - 2014: für die Single Do What U Want - 2022: für die Single Rain on Me - Schweiz - 2010: für die Single Alejandro - 2010: für die Single Bad Romance - 2011: für die Single Born This Way - 2011: für das Album Born This Way - 2021: für das Album Artpop - 2021: für das Album A Star Is Born - 2022: für die Single Hold My Hand - 2024: für die Single Die with a Smile - Singapur - 2019: für das Album The Fame Monster - 2020: für das Album A Star Is Born - Spanien - 2009: für die Single Just Dance - 2010: für die Single Telephone - 2010: für die Single Alejandro - 2010: für das Album The Fame - 2024: für das Lied I’ll Never Love Again - Vereinigte Staaten - 2015: für die Single Do What U Want - 2016: für die Autorenbeteiligungen Make Her Say (Kid Cudi feat. Kanye West & Common) - 2017: für das Album Joanne - 2017: für das Album Artpop - 2017: für die Single Starstruck - 2017: für die Single Marry the Night - 2018: für die Single The Cure - 2019: für das Lied I’ll Never Love Again - 2020: für die Single Always Remember Us This Way - 2021: für die Single Stupid Love - 2022: für die Single Video Phone - 2024: für das Album Chromatica - 2025: für das Album Mayhem - Vereinigtes Königreich - 2014: für die Single The Edge of Glory - 2020: für die Single Alejandro - 2021: für das Lied I’ll Never Love Again - 2022: für die Single Applause - 2022: für die Single Million Reasons - 2023: für die Single Judas - 2023: für die Single Stupid Love - 2025: für die Single LoveGame - Deutschland - 2018: für die Single Bad Romance - 2023: für die Single Paparazzi - 2025: für das Album Born This Way - Mexiko - 2010: für das Album The Fame - Australien - 2012: für das Videoalbum Lady Gaga Presents the Monster Ball Tour: At Madison Square Garden - 2024: für die Single Judas - 2024: für die Single Stupid Love - 2024: für die Single Yoü and I - Belgien - 2010: für das Album The Fame - 2010: für das Album The Fame Monster - 2025: für die Single Die with a Smile - Brasilien - 2010: für das Album The Fame - 2024: für die Single G.U.Y. - 2024: für die Single Perfect Illusion - 2024: für die Single The Cure - 2024: für das Lied Look What I Found - 2025: für die Single Disease - Chile - 2012: für das Album The Fame - 2012: für das Album Born This Way - Dänemark - 2009: für die Single Just Dance - 2009: für die Single Poker Face - 2012: für das Album The Fame - 2025: für die Single Bad Romance - Deutschland - 2023: für die Single Just Dance - Europa - 2010: für das Album The Fame - Finnland - 2020: für die Single Always Remember Us This Way - 2020: für die Single Shallow - Frankreich - 2011: für das Album Born This Way - 2011: für das Videoalbum Lady Gaga Presents the Monster Ball Tour: At Madison Square Garden - Griechenland - 2025: für die Single Poker Face - Irland - 2011: für das Album Born This Way - Italien - 2009: für die Single Poker Face - 2009: für die Single Alejandro - 2009: für die Single Bad Romance - 2022: für das Album Born This Way - 2023: für die Single Always Remember Us This Way - Japan - 2012: für die Single Born This Way (Downloads) - Kanada - 2009: für die Single LoveGame - 2024: für die Single Stupid Love - Neuseeland - 2018: für das Album Born This Way - 2022: für die Single Million Reasons - 2023: für die Single Telephone - 2024: für die Single Paparazzi - Niederlande - 2010: für das Album The Fame Monster - Norwegen - 2020: für die Single Rain on Me - 2021: für die Single Applause - 2021: für die Single Telephone - Österreich - 2024: für die Single Just Dance - 2024: für die Single Born This Way - 2024: für die Single Bad Romance - 2024: für die Single Always Remember Us This Way - Polen - 2020: für die Single Million Reasons - 2024: für die Single Hold My Hand - Portugal - 2020: für die Single Always Remember Us This Way - Schweden - 2009: für die Single Poker Face - 2011: für die Single Bad Romance - 2014: für die Single Applause - Schweiz - 2009: für die Single Just Dance - 2021: für die Single Shallow - Singapur - 2021: für das Album The Fame - Spanien - 2010: für die Single Poker Face - 2010: für die Single Bad Romance - 2024: für die Single Million Reasons - 2025: für die Single Die with a Smile - 2025: für die Single Rain on Me - Ungarn - 2010: für das Album The Fame - Vereinigte Staaten - 2016: für die Single Judas - 2019: für das Album A Star Is Born - 2021: für die Single Rain on Me - Vereinigtes Königreich - 2021: für das Album A Star Is Born - 2021: für die Single Rain on Me - 2022: für die Single Telephone - 2022: für die Single Born This Way - 2023: für die Single Always Remember Us This Way - 2024: für die Single Paparazzi - 2025: für die Single Die with a Smile | - Australien - 2020: für das Album A Star Is Born - 2024: für die Single Applause - 2024: für die Single The Cure - 2024: für das Lied I’ll Never Love Again - 2024: für das Album Born This Way - Belgien - 2020: für die Single Shallow - Brasilien - 2024: für die Single Yoü and I - 2024: für die Single The Edge of Glory - 2024: für die Single Paparazzi - 2024: für die Single Marry the Night - 2024: für das Lied Bloody Mary - 2025: für die Single Abracadabra - Dänemark - 2025: für die Single Always Remember Us This Way - Europa - 2010: für das Album The Fame Monster - Griechenland - 2025: für die Single Die with a Smile - Italien - 2019: für die Single Million Reasons - 2024: für das Album A Star Is Born - Japan - 2011: für das Album Born This Way - Kanada - 2010: für die Single Telephone - 2020: für das Album A Star Is Born - Neuseeland - 2024: für die Single Rain on Me - Norwegen - 2021: für die Single Just Dance - Österreich - 2024: für das Album A Star Is Born - 2025: für die Single Poker Face - Philippinen - 2012: für das Album Born This Way - Polen - 2010: für das Album The Fame - 2021: für das Lied I’ll Never Love Again - 2021: für die Single Rain on Me - 2024: für die Single Die with a Smile - Schweden - 2022: für die Single Always Remember Us This Way - Schweiz - 2010: für die Single Poker Face - Spanien - 2024: für die Single Always Remember Us This Way - Vereinigte Staaten - 2016: für die Single LoveGame - 2016: für die Single Yoü and I - 2020: für die Single Million Reasons - Vereinigtes Königreich - 2013: für das Album Born This Way - 2023: für die Single Bad Romance - 2023: für die Single Just Dance - Zentralamerika - 2025: für die Single Die with a Smile - Australien - 2024: für die Single Alejandro - 2024: für die Single LoveGame - 2024: für die Single Million Reasons - 2024: für das Album The Fame Monster - Deutschland - 2023: für die Single Poker Face - Kanada - 2025: für die Single Die with a Smile - Neuseeland - 2024: für die Single Bad Romance - 2024: für die Single Just Dance - 2025: für die Single Die with a Smile - Norwegen - 2019: für das Album A Star Is Born - 2021: für die Single Poker Face - 2021: für die Single Always Remember Us This Way - Russland - 2010: für das Album The Fame Monster - 2011: für das Album Born This Way - 2011: für die Single Alejandro - Schweiz - 2010: für das Album The Fame - Vereinigte Staaten - 2017: für die Single The Edge of Glory - 2017: für die Single Alejandro - 2020: für das Album Born This Way - 2020: für die Single Applause - 2020: für die Single Shallow - Vereinigtes Königreich - 2025: für die Single Poker Face - Australien - 2024: für die Single The Edge of Glory - 2024: für die Single Rain on Me - Dänemark - 2024: für die Single Shallow - 2025: für das Album The Fame Monster - Italien - 2024: für das Album The Fame - Kanada - 2024: für die Single Applause - Neuseeland - 2010: für das Album The Fame - 2024: für die Single Poker Face - Österreich - 2024: für die Single Shallow - Schweden - 2012: für die Single Born This Way - Vereinigte Staaten - 2017: für die Single Telephone - 2017: für die Single Paparazzi - 2020: für das Album The Fame Monster - Australien - 2020: für das Album The Fame - 2024: für die Single Paparazzi - 2025: für die Single Die with a Smile - Dänemark - 2024: für das Album A Star Is Born - Deutschland - 2024: für das Album The Fame - Italien - 2024: für die Single Shallow - Kanada - 2024: für das Album Born This Way - 2024: für die Single Rain on Me - Neuseeland - 2024: für das Album A Star Is Born - 2025: für die Single Always Remember Us This Way - Norwegen - 2012: für die Single Born This Way - Portugal - 2023: für die Single Shallow - 2025: für die Single Die with a Smile - Spanien - 2024: für die Single Shallow - Vereinigte Staaten - 2017: für die Single Born This Way - 2020: für das Album The Fame - Vereinigtes Königreich - 2025: für die Single Shallow - Australien - 2024: für die Single Always Remember Us This Way - Kanada - 2010: für das Album The Fame - Österreich - 2013: für das Album The Fame - Australien - 2024: für die Single Born This Way - 2024: für die Single Telephone - Kanada - 2020: für die Single Shallow - Norwegen - 2021: für die Single Bad Romance - 2021: für die Single Shallow - Schweden - 2022: für die Single Shallow - Irland - 2009: für das Album The Fame - Kanada - 2024: für die Single Born This Way - Neuseeland - 2024: für die Single Shallow - Philippinen - 2011: für das Album The Fame - Neuseeland - 2025: für das Album The Fame Monster - Australien - 2024: für die Single Bad Romance - Vereinigte Staaten - 2015: für die Single Bad Romance - 2023: für die Single Just Dance - Vereinigtes Königreich - 2023: für das Album The Fame - Australien - 2024: für die Single Just Dance - Malaysia - 2011: für das Album The Fame Monster - Norwegen - 2012: für das Album The Fame Monster - Australien - 2024: für die Single Poker Face - Australien - 2024: für die Single Shallow - Norwegen - 2012: für das Album The Fame - Brasilien - 2024: für die Single Born This Way - 2024: für die Single Sour Candy - 2024: für die Single Alejandro - 2024: für die Single Bad Romance - 2024: für die Single Applause - 2024: für das Lied I’ll Never Love Again - 2024: für die Single Stupid Love - 2024: für die Single Poker Face - 2024: für die Single Judas - 2024: für die Single Telephone - 2024: für die Single Million Reasons - 2024: für die Single 911 - 2024: für die Single Just Dance - 2024: für das Album Born This Way - 2024: für das Lied Fun Tonight - Frankreich - 2019: für die Single Shallow - 2020: für die Single Always Remember Us This Way - 2020: für das Album A Star Is Born - 2023: für das Lied I’ll Never Love Again - 2025: für die Single Die with a Smile - 2025: für die Single Hold My Hand - Japan - 2014: für die Single Born This Way (Digital) - 2011: für das Album The Fame - Kanada - 2024: für das Album The Fame Monster - 2024: für die Single Bad Romance - 2024: für die Single Just Dance - 2024: für die Single Poker Face - Polen - 2010: für das Album The Fame Monster - 2024: für die Single Always Remember Us This Way - Vereinigte Staaten - 2015: für die Single Poker Face - Polen - 2021: für die Single Shallow - 2024: für das Album A Star Is Born - Brasilien - 2024: für die Single Rain on Me - Frankreich - 2025: für das Album The Fame - Brasilien - 2024: für die Single Always Remember Us This Way - Brasilien - 2025: für die Single Die with a Smile - Brasilien - 2024: für die Single Shallow |

## Auszeichnungen nach Alben

### The Fame
| Land/Region                  | Auszeichnungen für Musikverkäufe (Land/Region, Auszeichnung, Verkäufe) | Verkäufe    |
| ---------------------------- | ---------------------------------------------------------------------- | ----------- |
| Australien (ARIA)            | 6× Platin                                                              | 420.000     |
| Belgien (BRMA)               | 2× Platin                                                              | 60.000      |
| Brasilien (PMB)              | 2× Platin                                                              | 120.000     |
| Chile (IFPI)                 | 2× Platin                                                              | 30.000      |
| Dänemark (IFPI)              | 2× Platin                                                              | 40.000      |
| Deutschland (BVMI)           | 6× Platin                                                              | 1.200.000   |
| Europa (IFPI)                | 2× Platin                                                              | (2.000.000) |
| Finnland (IFPI)              | Platin                                                                 | 25.358      |
| Frankreich (SNEP)            | 3× Diamant                                                             | 1.500.000   |
| Golf-Kooperationsrat (IFPI)  | Platin                                                                 | 6.000       |
| Griechenland (IFPI)          | Platin                                                                 | 6.000       |
| Irland (IRMA)                | 9× Platin                                                              | 135.000     |
| Italien (FIMI)               | 5× Platin                                                              | 250.000     |
| Japan (RIAJ)                 | Diamant                                                                | 1.000.000   |
| Kanada (MC)                  | 7× Platin                                                              | 560.000     |
| Libanon (IFPI)               | Gold                                                                   | 3.000       |
| Mexiko (AMPROFON)            | 3× Gold                                                                | 120.000     |
| Neuseeland (RMNZ)            | 5× Platin                                                              | 75.000      |
| Niederlande (NVPI)           | Gold                                                                   | 25.000      |
| Norwegen (IFPI)              | 17× Platin                                                             | 510.000     |
| Österreich (IFPI)            | 7× Platin                                                              | 140.000     |
| Philippinen (PARI)           | 9× Platin                                                              | 135.000     |
| Polen (ZPAV)                 | 3× Platin                                                              | 60.000      |
| Portugal (AFP)               | Platin                                                                 | 20.000      |
| Schweden (IFPI)              | Platin                                                                 | 40.000      |
| Schweiz (IFPI)               | 4× Platin                                                              | 120.000     |
| Singapur (RIAS)              | 2× Platin                                                              | 20.000      |
| Spanien (Promusicae)         | Platin                                                                 | 60.000      |
| Ungarn (MAHASZ)              | 2× Platin                                                              | 12.000      |
| Vereinigte Staaten (RIAA)    | 6× Platin                                                              | 6.000.000   |
| Vereinigtes Königreich (BPI) | 11× Platin                                                             | 3.400.000   |
| Insgesamt                    | 3× Gold · 116× Platin · 4× Diamant ·                                   | 15.784.358  |

### The Cherrytree Sessions
| Land/Region               | Auszeichnungen für Musikverkäufe (Land/Region, Auszeichnung, Verkäufe) | Verkäufe |
| ------------------------- | ---------------------------------------------------------------------- | -------- |
| Vereinigte Staaten (RIAA) | —                                                                      | 9.000    |
| Insgesamt                 | —                                                                      | 9.000    |

### The Fame Monster
| Land/Region                 | Auszeichnungen für Musikverkäufe (Land/Region, Auszeichnung, Verkäufe) | Verkäufe  |
| --------------------------- | ---------------------------------------------------------------------- | --------- |
| Australien (ARIA)           | 4× Platin                                                              | 280.000   |
| Belgien (BRMA)              | 2× Platin                                                              | (60.000)  |
| Dänemark (IFPI)             | 5× Platin                                                              | (100.000) |
| Europa (IFPI)               | 3× Platin                                                              | 3.000.000 |
| Finnland (IFPI)             | Platin                                                                 | (32.922)  |
| Golf-Kooperationsrat (IFPI) | Gold                                                                   | 3.000     |
| Kanada (MC)                 | Diamant                                                                | 800.000   |
| Malaysia (RIM)              | 12× Platin                                                             | 180.000   |
| Neuseeland (RMNZ)           | 10× Platin                                                             | 150.000   |
| Niederlande (NVPI)          | 2× Platin                                                              | (100.000) |
| Norwegen (IFPI)             | 13× Platin                                                             | (390.000) |
| Polen (ZPAV)                | Diamant                                                                | (100.000) |
| Russland (NFPF)             | 4× Platin                                                              | (80.000)  |
| Schweden (IFPI)             | Platin                                                                 | (40.000)  |
| Singapur (RIAS)             | Platin                                                                 | 10.000    |
| Vereinigte Staaten (RIAA)   | 5× Platin                                                              | 5.000.000 |
| Insgesamt                   | 1× Gold · 63× Platin · 2× Diamant ·                                    | 9.443.000 |

### The Remix
| Land/Region                  | Auszeichnungen für Musikverkäufe (Land/Region, Auszeichnung, Verkäufe) | Verkäufe |
| ---------------------------- | ---------------------------------------------------------------------- | -------- |
| Belgien (BRMA)               | Gold                                                                   | 15.000   |
| Brasilien (PMB)              | Platin                                                                 | 40.000   |
| Japan (RIAJ)                 | Platin                                                                 | 200.000  |
| Russland (NFPF)              | Gold                                                                   | 10.000   |
| Vereinigte Staaten (RIAA)    | —                                                                      | 316.000  |
| Vereinigtes Königreich (BPI) | Gold                                                                   | 100.000  |
| Insgesamt                    | 3× Gold · 2× Platin ·                                                  | 681.000  |

### Born This Way
| Land/Region                  | Auszeichnungen für Musikverkäufe (Land/Region, Auszeichnung, Verkäufe) | Verkäufe    |
| ---------------------------- | ---------------------------------------------------------------------- | ----------- |
| Australien (ARIA)            | 3× Platin                                                              | 210.000     |
| Belgien (BRMA)               | Platin                                                                 | 30.000      |
| Brasilien (PMB)              | Diamant                                                                | 160.000     |
| Chile (IFPI)                 | 2× Platin                                                              | 30.000      |
| Dänemark (IFPI)              | Platin                                                                 | 20.000      |
| Deutschland (BVMI)           | 3× Gold                                                                | 300.000     |
| Europa (IFPI)                | Platin                                                                 | (1.000.000) |
| Finnland (IFPI)              | Gold                                                                   | 19.338      |
| Frankreich (SNEP)            | 2× Platin                                                              | 200.000     |
| Golf-Kooperationsrat (IFPI)  | Platin                                                                 | 6.000       |
| Indien (IMI)                 | Gold                                                                   | 4.000       |
| Indonesien (ASIRI)           | Gold                                                                   | 10.000      |
| Irland (IRMA)                | 2× Platin                                                              | 30.000      |
| Italien (FIMI)               | 2× Platin                                                              | 100.000     |
| Japan (RIAJ)                 | 3× Platin                                                              | 600.000     |
| Kanada (MC)                  | 6× Platin                                                              | 480.000     |
| Mexiko (AMPROFON)            | Platin                                                                 | 60.000      |
| Neuseeland (RMNZ)            | 2× Platin                                                              | 30.000      |
| Norwegen (IFPI)              | Platin                                                                 | 20.000      |
| Österreich (IFPI)            | Platin                                                                 | 20.000      |
| Philippinen (PARI)           | 3× Platin                                                              | 45.000      |
| Polen (ZPAV)                 | Platin                                                                 | 20.000      |
| Portugal (AFP)               | Platin                                                                 | 20.000      |
| Russland (NFPF)              | 4× Platin                                                              | 80.000      |
| Schweden (IFPI)              | Platin                                                                 | 40.000      |
| Schweiz (IFPI)               | Platin                                                                 | 30.000      |
| Singapur (RIAS)              | Gold                                                                   | 5.000       |
| Spanien (Promusicae)         | Gold                                                                   | 20.000      |
| Ungarn (MAHASZ)              | Gold                                                                   | 3.000       |
| Vereinigte Staaten (RIAA)    | 4× Platin                                                              | 4.000.000   |
| Vereinigtes Königreich (BPI) | 3× Platin                                                              | 1.200.000   |
| Insgesamt                    | 7× Gold · 45× Platin · 1× Diamant ·                                    | 7.642.338   |

### Born This Way – The Remix
| Land/Region               | Auszeichnungen für Musikverkäufe (Land/Region, Auszeichnung, Verkäufe) | Verkäufe |
| ------------------------- | ---------------------------------------------------------------------- | -------- |
| Japan (RIAJ)              | Gold                                                                   | 100.000  |
| Vereinigte Staaten (RIAA) | —                                                                      | 62.000   |
| Insgesamt                 | 1× Gold ·                                                              | 162.000  |

### A Very Gaga Holiday
| Land/Region               | Auszeichnungen für Musikverkäufe (Land/Region, Auszeichnung, Verkäufe) | Verkäufe |
| ------------------------- | ---------------------------------------------------------------------- | -------- |
| Vereinigte Staaten (RIAA) | —                                                                      | 46.000   |
| Insgesamt                 | —                                                                      | 46.000   |

### Artpop
| Land/Region                  | Auszeichnungen für Musikverkäufe (Land/Region, Auszeichnung, Verkäufe) | Verkäufe  |
| ---------------------------- | ---------------------------------------------------------------------- | --------- |
| Argentinien (CAPIF)          | Gold                                                                   | 15.000    |
| Australien (ARIA)            | Gold                                                                   | 35.000    |
| Brasilien (PMB)              | Platin                                                                 | 40.000    |
| Frankreich (SNEP)            | Platin                                                                 | 100.000   |
| Italien (FIMI)               | Gold                                                                   | 30.000    |
| Japan (RIAJ)                 | Platin                                                                 | 250.000   |
| Kanada (MC)                  | Platin                                                                 | 80.000    |
| Kolumbien (ASINCOL)          | Gold                                                                   | 5.000     |
| Mexiko (AMPROFON)            | Platin                                                                 | 60.000    |
| Norwegen (IFPI)              | Gold                                                                   | 10.000    |
| Österreich (IFPI)            | Gold                                                                   | 7.500     |
| Polen (ZPAV)                 | Gold                                                                   | 10.000    |
| Schweden (IFPI)              | Gold                                                                   | 20.000    |
| Schweiz (IFPI)               | Platin                                                                 | 20.000    |
| Spanien (Promusicae)         | Gold                                                                   | 20.000    |
| Ungarn (MAHASZ)              | Gold                                                                   | 3.000     |
| Vereinigte Staaten (RIAA)    | Platin                                                                 | 1.000.000 |
| Vereinigtes Königreich (BPI) | Gold                                                                   | 280.000   |
| Insgesamt                    | 11× Gold · 7× Platin ·                                                 | 1.985.500 |

### Cheek to Cheek
| Land/Region                  | Auszeichnungen für Musikverkäufe (Land/Region, Auszeichnung, Verkäufe) | Verkäufe |
| ---------------------------- | ---------------------------------------------------------------------- | -------- |
| Australien (ARIA)            | Gold                                                                   | 35.000   |
| Brasilien (PMB)              | Platin                                                                 | 40.000   |
| Kanada (MC)                  | Platin                                                                 | 80.000   |
| Vereinigte Staaten (RIAA)    | Gold                                                                   | 773.000  |
| Vereinigtes Königreich (BPI) | Silber                                                                 | 60.000   |
| Insgesamt                    | 1× Silber · 2× Gold · 2× Platin ·                                      | 988.000  |

### Joanne
| Land/Region                  | Auszeichnungen für Musikverkäufe (Land/Region, Auszeichnung, Verkäufe) | Verkäufe  |
| ---------------------------- | ---------------------------------------------------------------------- | --------- |
| Australien (ARIA)            | Gold                                                                   | 35.000    |
| Brasilien (PMB)              | Platin                                                                 | 40.000    |
| Dänemark (IFPI)              | Gold                                                                   | 10.000    |
| Finnland (IFPI)              | Gold                                                                   | 10.000    |
| Frankreich (SNEP)            | Gold                                                                   | 50.000    |
| Italien (FIMI)               | Gold                                                                   | 25.000    |
| Kanada (MC)                  | Gold                                                                   | 40.000    |
| Mexiko (AMPROFON)            | Platin                                                                 | 60.000    |
| Neuseeland (RMNZ)            | Platin                                                                 | 15.000    |
| Norwegen (IFPI)              | Gold                                                                   | 10.000    |
| Österreich (IFPI)            | Gold                                                                   | 7.500     |
| Polen (ZPAV)                 | Platin                                                                 | 20.000    |
| Vereinigte Staaten (RIAA)    | Platin                                                                 | 1.000.000 |
| Vereinigtes Königreich (BPI) | Gold                                                                   | 100.000   |
| Insgesamt                    | 9× Gold · 5× Platin ·                                                  | 1.422.500 |

### A Star Is Born
| Land/Region                  | Auszeichnungen für Musikverkäufe (Land/Region, Auszeichnung, Verkäufe) | Verkäufe  |
| ---------------------------- | ---------------------------------------------------------------------- | --------- |
| Australien (ARIA)            | 3× Platin                                                              | 210.000   |
| Belgien (BRMA)               | Gold                                                                   | 10.000    |
| Dänemark (IFPI)              | 6× Platin                                                              | 120.000   |
| Deutschland (BVMI)           | Platin                                                                 | 200.000   |
| Finnland (IFPI)              | Platin                                                                 | 20.000    |
| Frankreich (SNEP)            | Diamant                                                                | 500.000   |
| Italien (FIMI)               | 3× Platin                                                              | 150.000   |
| Kanada (MC)                  | 3× Platin                                                              | 240.000   |
| Neuseeland (RMNZ)            | 6× Platin                                                              | 90.000    |
| Norwegen (IFPI)              | 4× Platin                                                              | 80.000    |
| Österreich (IFPI)            | 3× Platin                                                              | 45.000    |
| Polen (ZPAV)                 | 2× Diamant                                                             | 200.000   |
| Portugal (AFP)               | Platin                                                                 | 15.000    |
| Schweiz (IFPI)               | Platin                                                                 | 20.000    |
| Singapur (RIAS)              | Platin                                                                 | 10.000    |
| Spanien (Promusicae)         | Gold                                                                   | 20.000    |
| Vereinigte Staaten (RIAA)    | 2× Platin                                                              | 2.000.000 |
| Vereinigtes Königreich (BPI) | 2× Platin                                                              | 600.000   |
| Insgesamt                    | 2× Gold · 37× Platin · 3× Diamant ·                                    | 4.530.000 |

### Chromatica
| Land/Region                  | Auszeichnungen für Musikverkäufe (Land/Region, Auszeichnung, Verkäufe) | Verkäufe  |
| ---------------------------- | ---------------------------------------------------------------------- | --------- |
| Australien (ARIA)            | Gold                                                                   | 35.000    |
| Brasilien (PMB)              | Platin                                                                 | 40.000    |
| Dänemark (IFPI)              | Gold                                                                   | 10.000    |
| Frankreich (SNEP)            | Platin                                                                 | 100.000   |
| Italien (FIMI)               | Platin                                                                 | 50.000    |
| Kanada (MC)                  | Platin                                                                 | 80.000    |
| Neuseeland (RMNZ)            | Platin                                                                 | 15.000    |
| Norwegen (IFPI)              | Gold                                                                   | 10.000    |
| Österreich (IFPI)            | Gold                                                                   | 7.500     |
| Polen (ZPAV)                 | Platin                                                                 | 20.000    |
| Schweiz (IFPI)               | Gold                                                                   | 10.000    |
| Singapur (RIAS)              | Gold                                                                   | 5.000     |
| Spanien (Promusicae)         | Gold                                                                   | 20.000    |
| Vereinigte Staaten (RIAA)    | Platin                                                                 | 1.000.000 |
| Vereinigtes Königreich (BPI) | Gold                                                                   | 100.000   |
| Insgesamt                    | 8× Gold · 7× Platin ·                                                  | 1.502.500 |

### Top Gun: Maverick(Music from the Motion Picture)
| Land/Region     | Auszeichnungen für Musikverkäufe (Land/Region, Auszeichnung, Verkäufe) | Verkäufe |
| --------------- | ---------------------------------------------------------------------- | -------- |
| Dänemark (IFPI) | Gold                                                                   | 10.000   |
| Schweiz (IFPI)  | Gold                                                                   | 10.000   |
| Insgesamt       | 2× Gold ·                                                              | 20.000   |

### Mayhem
| Land/Region                  | Auszeichnungen für Musikverkäufe (Land/Region, Auszeichnung, Verkäufe) | Verkäufe  |
| ---------------------------- | ---------------------------------------------------------------------- | --------- |
| Belgien (BRMA)               | Platin                                                                 | 20.000    |
| Brasilien (PMB)              | Platin                                                                 | 40.000    |
| Frankreich (SNEP)            | Gold                                                                   | 50.000    |
| Italien (FIMI)               | Gold                                                                   | 25.000    |
| Kanada (MC)                  | Gold                                                                   | 40.000    |
| Neuseeland (RMNZ)            | Gold                                                                   | 7.500     |
| Polen (ZPAV)                 | Platin                                                                 | 30.000    |
| Spanien (Promusicae)         | Gold                                                                   | 20.000    |
| Vereinigte Staaten (RIAA)    | Platin                                                                 | 1.000.000 |
| Vereinigtes Königreich (BPI) | Gold                                                                   | 100.000   |
| Insgesamt                    | 6× Gold · 4× Platin ·                                                  | 1.332.500 |

## Auszeichnungen nach Singles

### Just Dance
| Land/Region                  | Auszeichnungen für Musikverkäufe (Land/Region, Auszeichnung, Verkäufe) | Verkäufe   |
| ---------------------------- | ---------------------------------------------------------------------- | ---------- |
| Australien (ARIA)            | 12× Platin                                                             | 840.000    |
| Belgien (BRMA)               | Gold                                                                   | 15.000     |
| Brasilien (PMB)              | Diamant                                                                | 250.000    |
| Dänemark (IFPI)              | 2× Platin                                                              | 30.000     |
| Deutschland (BVMI)           | 2× Platin                                                              | 600.000    |
| Frankreich (SNEP)            | —                                                                      | 88.000     |
| Italien (FIMI)               | Platin                                                                 | 100.000    |
| Japan (RIAJ)                 | Gold (Mobile Downloads) · + Gold (Downloads)                           | 200.000    |
| Kanada (MC)                  | Diamant                                                                | 800.000    |
| Neuseeland (RMNZ)            | 4× Platin                                                              | 120.000    |
| Norwegen (IFPI)              | 3× Platin                                                              | 180.000    |
| Österreich (IFPI)            | 2× Platin                                                              | 60.000     |
| Schweden (IFPI)              | Platin                                                                 | 20.000     |
| Schweiz (IFPI)               | 2× Platin                                                              | 60.000     |
| Spanien (Promusicae)         | Platin                                                                 | 40.000     |
| Südkorea (KMCA)              | —                                                                      | 122.559    |
| Vereinigte Staaten (RIAA)    | 11× Platin                                                             | 11.000.000 |
| Vereinigtes Königreich (BPI) | 3× Platin                                                              | 2.100.000  |
| Insgesamt                    | 3× Gold · 34× Platin · 3× Diamant ·                                    | 16.625.559 |

### Poker Face
| Land/Region                  | Auszeichnungen für Musikverkäufe (Land/Region, Auszeichnung, Verkäufe)                               | Verkäufe   |
| ---------------------------- | --- | ---------- |
| Australien (ARIA)            | 15× Platin                                                                                           | 1.050.000  |
| Belgien (BRMA)               | Platin                                                                                               | 30.000     |
| Brasilien (PMB)              | Diamant                                                                                              | 250.000    |
| Dänemark (IFPI)              | 2× Platin                                                                                            | 30.000     |
| Deutschland (BVMI)           | 4× Platin                                                                                            | 1.200.000  |
| Finnland (IFPI)              | Platin                                                                                               | 14.227     |
| Frankreich (SNEP)            | — | 300.000    |
| Griechenland (IFPI)          | 2× Platin                                                                                            | 40.000     |
| Italien (FIMI)               | 2× Platin                                                                                            | 60.000     |
| Japan (RIAJ)                 | Platin (Downloads) · + Platin (Mobile Downloads) · + Platin (Mobile Downloads, LLG VS GLG Radio Mix) | 750.000    |
| Kanada (MC)                  | Diamant                                                                                              | 800.000    |
| Neuseeland (RMNZ)            | 5× Platin                                                                                            | 150.000    |
| Norwegen (IFPI)              | 4× Platin                                                                                            | 240.000    |
| Österreich (IFPI)            | 3× Platin                                                                                            | 90.000     |
| Schweden (IFPI)              | 2× Platin                                                                                            | 40.000     |
| Schweiz (IFPI)               | 3× Platin                                                                                            | 90.000     |
| Spanien (Promusicae)         | 2× Platin                                                                                            | 40.000     |
| Südkorea (KMCA)              | — | 673.219    |
| Vereinigte Staaten (RIAA)    | Diamant                                                                                              | 10.000.000 |
| Vereinigtes Königreich (BPI) | 4× Platin                                                                                            | 2.400.000  |
| Insgesamt                    | 53× Platin · 3× Diamant ·                                                                            | 18.247.446 |

### LoveGame
| Land/Region                  | Auszeichnungen für Musikverkäufe (Land/Region, Auszeichnung, Verkäufe) | Verkäufe  |
| ---------------------------- | ---------------------------------------------------------------------- | --------- |
| Australien (ARIA)            | 4× Platin                                                              | 280.000   |
| Brasilien (PMB)              | Platin                                                                 | 60.000    |
| Deutschland (BVMI)           | Gold                                                                   | 150.000   |
| Frankreich (SNEP)            | —                                                                      | 74.000    |
| Kanada (MC)                  | 2× Platin                                                              | 80.000    |
| Neuseeland (RMNZ)            | Platin                                                                 | 30.000    |
| Österreich (IFPI)            | Gold                                                                   | 15.000    |
| Vereinigte Staaten (RIAA)    | 3× Platin                                                              | 3.000.000 |
| Vereinigtes Königreich (BPI) | Platin                                                                 | 600.000   |
| Insgesamt                    | 2× Gold · 12× Platin ·                                                 | 4.288.500 |

### Eh, Eh (Nothing Else I Can Say)
| Land/Region               | Auszeichnungen für Musikverkäufe (Land/Region, Auszeichnung, Verkäufe) | Verkäufe |
| ------------------------- | ---------------------------------------------------------------------- | -------- |
| Australien (ARIA)         | Platin                                                                 | 70.000   |
| Dänemark (IFPI)           | Gold                                                                   | 15.000   |
| Neuseeland (RMNZ)         | Gold                                                                   | 7.500    |
| Schweden (IFPI)           | Gold                                                                   | 10.000   |
| Vereinigte Staaten (RIAA) | Gold                                                                   | 500.000  |
| Insgesamt                 | 4× Gold · 1× Platin ·                                                  | 602.500  |

### Paparazzi
| Land/Region                  | Auszeichnungen für Musikverkäufe (Land/Region, Auszeichnung, Verkäufe) | Verkäufe  |
| ---------------------------- | ---------------------------------------------------------------------- | --------- |
| Australien (ARIA)            | 6× Platin                                                              | 420.000   |
| Brasilien (PMB)              | 3× Platin                                                              | 180.000   |
| Dänemark (IFPI)              | Gold                                                                   | 15.000    |
| Deutschland (BVMI)           | 3× Gold                                                                | 450.000   |
| Frankreich (SNEP)            | —                                                                      | 120.000   |
| Italien (FIMI)               | Platin                                                                 | 30.000    |
| Neuseeland (RMNZ)            | 2× Platin                                                              | 60.000    |
| Österreich (IFPI)            | Platin                                                                 | 30.000    |
| Schweden (IFPI)              | Gold                                                                   | 20.000    |
| Schweiz (IFPI)               | Gold                                                                   | 15.000    |
| Spanien (Promusicae)         | Gold                                                                   | 30.000    |
| Vereinigte Staaten (RIAA)    | 5× Platin                                                              | 5.000.000 |
| Vereinigtes Königreich (BPI) | 2× Platin                                                              | 1.300.000 |
| Insgesamt                    | 5× Gold · 21× Platin ·                                                 | 7.570.000 |

### Bad Romance
| Land/Region                  | Auszeichnungen für Musikverkäufe (Land/Region, Auszeichnung, Verkäufe) | Verkäufe   |
| ---------------------------- | ---------------------------------------------------------------------- | ---------- |
| Australien (ARIA)            | 11× Platin                                                             | 770.000    |
| Belgien (BRMA)               | Gold                                                                   | 15.000     |
| Brasilien (PMB)              | Diamant                                                                | 250.000    |
| Dänemark (IFPI)              | 2× Platin                                                              | 180.000    |
| Deutschland (BVMI)           | 3× Gold                                                                | 450.000    |
| Frankreich (SNEP)            | Platin                                                                 | 250.000    |
| Italien (FIMI)               | 2× Platin                                                              | 60.000     |
| Japan (RIAJ)                 | Gold (Mobile Downloads) · + Gold (Downloads)                           | 200.000    |
| Kanada (MC)                  | Diamant                                                                | 800.000    |
| Neuseeland (RMNZ)            | 4× Platin                                                              | 120.000    |
| Norwegen (IFPI)              | 8× Platin                                                              | 480.000    |
| Österreich (IFPI)            | 2× Platin                                                              | 60.000     |
| Russland (NFPF)              | Gold                                                                   | 10.000     |
| Schweden (IFPI)              | 2× Platin                                                              | 80.000     |
| Schweiz (IFPI)               | Platin                                                                 | 30.000     |
| Spanien (Promusicae)         | 2× Platin                                                              | 80.000     |
| Südkorea (KMCA)              | —                                                                      | 217.706    |
| Vereinigte Staaten (RIAA)    | 11× Platin                                                             | 11.000.000 |
| Vereinigtes Königreich (BPI) | 3× Platin                                                              | 2.200.000  |
| Insgesamt                    | 5× Gold · 40× Platin · 3× Diamant ·                                    | 16.652.706 |

### Telephone
| Land/Region                  | Auszeichnungen für Musikverkäufe (Land/Region, Auszeichnung, Verkäufe) | Verkäufe  |
| ---------------------------- | ---------------------------------------------------------------------- | --------- |
| Australien (ARIA)            | 8× Platin                                                              | 560.000   |
| Belgien (BRMA)               | Gold                                                                   | 15.000    |
| Brasilien (PMB)              | Diamant                                                                | 250.000   |
| Dänemark (IFPI)              | Platin                                                                 | 30.000    |
| Deutschland (BVMI)           | Gold                                                                   | 150.000   |
| Frankreich (SNEP)            | Gold                                                                   | 150.000   |
| Italien (FIMI)               | Platin                                                                 | 30.000    |
| Japan (RIAJ)                 | Gold (Downloads) · + Platin (Mobile Downloads)                         | 350.000   |
| Kanada (MC)                  | 3× Platin                                                              | 120.000   |
| Neuseeland (RMNZ)            | 2× Platin                                                              | 60.000    |
| Norwegen (IFPI)              | 2× Platin                                                              | 120.000   |
| Österreich (IFPI)            | Platin                                                                 | 30.000    |
| Schweiz (IFPI)               | Gold                                                                   | 15.000    |
| Spanien (Promusicae)         | Platin                                                                 | 40.000    |
| Südkorea (KMCA)              | —                                                                      | 1.027.342 |
| Vereinigte Staaten (RIAA)    | 5× Platin                                                              | 5.000.000 |
| Vereinigtes Königreich (BPI) | 2× Platin                                                              | 1.600.000 |
| Insgesamt                    | 5× Gold · 27× Platin · 1× Diamant ·                                    | 9.547.342 |

### Video Phone
| Land/Region               | Auszeichnungen für Musikverkäufe (Land/Region, Auszeichnung, Verkäufe) | Verkäufe  |
| ------------------------- | ---------------------------------------------------------------------- | --------- |
| Australien (ARIA)         | Gold                                                                   | 35.000    |
| Vereinigte Staaten (RIAA) | Platin                                                                 | 1.000.000 |
| Insgesamt                 | 1× Gold · 1× Platin ·                                                  | 1.035.000 |

### Alejandro
| Land/Region                  | Auszeichnungen für Musikverkäufe (Land/Region, Auszeichnung, Verkäufe) | Verkäufe  |
| ---------------------------- | ---------------------------------------------------------------------- | --------- |
| Australien (ARIA)            | 4× Platin                                                              | 280.000   |
| Belgien (BRMA)               | Gold                                                                   | 15.000    |
| Brasilien (PMB)              | Diamant                                                                | 250.000   |
| Dänemark (IFPI)              | Platin                                                                 | 30.000    |
| Deutschland (BVMI)           | Platin                                                                 | 300.000   |
| Frankreich (SNEP)            | Gold                                                                   | 150.000   |
| Italien (FIMI)               | 2× Platin                                                              | 60.000    |
| Neuseeland (RMNZ)            | Platin                                                                 | 30.000    |
| Norwegen (IFPI)              | Platin                                                                 | 60.000    |
| Österreich (IFPI)            | Platin                                                                 | 30.000    |
| Russland (NFPF)              | 4× Platin                                                              | 800.000   |
| Schweden (IFPI)              | Platin                                                                 | 20.000    |
| Schweiz (IFPI)               | Platin                                                                 | 30.000    |
| Spanien (Promusicae)         | Platin                                                                 | 40.000    |
| Vereinigte Staaten (RIAA)    | 4× Platin                                                              | 4.000.000 |
| Vereinigtes Königreich (BPI) | Platin                                                                 | 600.000   |
| Insgesamt                    | 2× Gold · 23× Platin · 1× Diamant ·                                    | 6.395.000 |

### Dance in the Dark
| Land/Region       | Auszeichnungen für Musikverkäufe (Land/Region, Auszeichnung, Verkäufe) | Verkäufe |
| ----------------- | ---------------------------------------------------------------------- | -------- |
| Australien (ARIA) | Platin                                                                 | 70.000   |
| Insgesamt         | 1× Platin ·                                                            | 70.000   |

### Born This Way
| Land/Region                  | Auszeichnungen für Musikverkäufe (Land/Region, Auszeichnung, Verkäufe) | Verkäufe   |
| ---------------------------- | ---------------------------------------------------------------------- | ---------- |
| Australien (ARIA)            | 8× Platin                                                              | 560.000    |
| Belgien (BRMA)               | Gold                                                                   | 15.000     |
| Brasilien (PMB)              | Diamant                                                                | 250.000    |
| Dänemark (IFPI)              | Gold                                                                   | 15.000     |
| Deutschland (BVMI)           | Platin                                                                 | 300.000    |
| Frankreich (SNEP)            | —                                                                      | 110.100    |
| Italien (FIMI)               | Platin                                                                 | 30.000     |
| Japan (RIAJ)                 | Diamant                                                                | 1.000.000  |
| Kanada (MC)                  | 9× Platin                                                              | 720.000    |
| Neuseeland (RMNZ)            | Platin                                                                 | 15.000     |
| Norwegen (IFPI)              | 6× Platin                                                              | 60.000     |
| Österreich (IFPI)            | 2× Platin                                                              | 60.000     |
| Schweden (IFPI)              | 5× Platin                                                              | 200.000    |
| Schweiz (IFPI)               | Platin                                                                 | 30.000     |
| Spanien (Promusicae)         | Gold                                                                   | 20.000     |
| Vereinigte Staaten (RIAA)    | 6× Platin                                                              | 6.000.000  |
| Vereinigtes Königreich (BPI) | 2× Platin                                                              | 1.400.000  |
| Insgesamt                    | 4× Gold · 42× Platin · 2× Diamant ·                                    | 10.065.100 |

### Judas
| Land/Region                  | Auszeichnungen für Musikverkäufe (Land/Region, Auszeichnung, Verkäufe) | Verkäufe  |
| ---------------------------- | ---------------------------------------------------------------------- | --------- |
| Australien (ARIA)            | 2× Platin                                                              | 140.000   |
| Brasilien (PMB)              | Diamant                                                                | 250.000   |
| Dänemark (IFPI)              | Gold                                                                   | 45.000    |
| Frankreich (SNEP)            | —                                                                      | 82.800    |
| Griechenland (IFPI)          | Platin                                                                 | 20.000    |
| Italien (FIMI)               | Gold                                                                   | 15.000    |
| Japan (RIAJ)                 | Gold (Downloads) · + Gold (Mobile Downloads)                           | 200.000   |
| Neuseeland (RMNZ)            | Platin                                                                 | 30.000    |
| Österreich (IFPI)            | Gold                                                                   | 15.000    |
| Schweden (IFPI)              | Platin                                                                 | 40.000    |
| Spanien (Promusicae)         | Gold                                                                   | 20.000    |
| Vereinigte Staaten (RIAA)    | 2× Platin                                                              | 2.000.000 |
| Vereinigtes Königreich (BPI) | Platin                                                                 | 600.000   |
| Insgesamt                    | 6× Gold · 6× Platin · 1× Diamant ·                                     | 3.457.800 |

### The Edge of Glory
| Land/Region                  | Auszeichnungen für Musikverkäufe (Land/Region, Auszeichnung, Verkäufe) | Verkäufe  |
| ---------------------------- | ---------------------------------------------------------------------- | --------- |
| Australien (ARIA)            | 5× Platin                                                              | 350.000   |
| Brasilien (PMB)              | 3× Platin                                                              | 180.000   |
| Dänemark (IFPI)              | Gold                                                                   | 15.000    |
| Deutschland (BVMI)           | Gold                                                                   | 150.000   |
| Frankreich (SNEP)            | —                                                                      | 42.000    |
| Italien (FIMI)               | Platin                                                                 | 30.000    |
| Japan (RIAJ)                 | Gold (Downloads) · + Gold (Mobile Downloads)                           | 200.000   |
| Neuseeland (RMNZ)            | Gold                                                                   | 7.500     |
| Norwegen (IFPI)              | Gold                                                                   | 30.000    |
| Österreich (IFPI)            | Platin                                                                 | 30.000    |
| Schweden (IFPI)              | Platin                                                                 | 40.000    |
| Schweiz (IFPI)               | Gold                                                                   | 15.000    |
| Vereinigte Staaten (RIAA)    | 4× Platin                                                              | 4.000.000 |
| Vereinigtes Königreich (BPI) | Platin                                                                 | 1.100.000 |
| Insgesamt                    | 7× Gold · 16× Platin ·                                                 | 6.189.500 |

### Yoü and I
| Land/Region                  | Auszeichnungen für Musikverkäufe (Land/Region, Auszeichnung, Verkäufe) | Verkäufe  |
| ---------------------------- | ---------------------------------------------------------------------- | --------- |
| Australien (ARIA)            | 2× Platin                                                              | 140.000   |
| Brasilien (PMB)              | 3× Platin                                                              | 180.000   |
| Neuseeland (RMNZ)            | Gold                                                                   | 7.500     |
| Vereinigte Staaten (RIAA)    | 3× Platin                                                              | 3.000.000 |
| Vereinigtes Königreich (BPI) | Silber                                                                 | 200.000   |
| Insgesamt                    | 1× Silber · 1× Gold · 8× Platin ·                                      | 3.527.500 |

### Marry the Night
| Land/Region                  | Auszeichnungen für Musikverkäufe (Land/Region, Auszeichnung, Verkäufe) | Verkäufe  |
| ---------------------------- | ---------------------------------------------------------------------- | --------- |
| Australien (ARIA)            | Platin                                                                 | 70.000    |
| Brasilien (PMB)              | 3× Platin                                                              | 180.000   |
| Finnland (IFPI)              | —                                                                      | 4.454     |
| Vereinigte Staaten (RIAA)    | Platin                                                                 | 1.000.000 |
| Vereinigtes Königreich (BPI) | Silber                                                                 | 200.000   |
| Insgesamt                    | 1× Silber · 5× Platin ·                                                | 1.454.454 |

### Applause
| Land/Region                  | Auszeichnungen für Musikverkäufe (Land/Region, Auszeichnung, Verkäufe) | Verkäufe  |
| ---------------------------- | ---------------------------------------------------------------------- | --------- |
| Australien (ARIA)            | 3× Platin                                                              | 210.000   |
| Brasilien (PMB)              | Diamant                                                                | 250.000   |
| Deutschland (BVMI)           | Gold                                                                   | 150.000   |
| Frankreich (SNEP)            | —                                                                      | 60.000    |
| Italien (FIMI)               | Platin                                                                 | 30.000    |
| Japan (RIAJ)                 | Gold                                                                   | 100.000   |
| Kanada (MC)                  | 5× Platin                                                              | 400.000   |
| Mexiko (AMPROFON)            | Platin                                                                 | 60.000    |
| Neuseeland (RMNZ)            | Platin                                                                 | 15.000    |
| Norwegen (IFPI)              | 2× Platin                                                              | 120.000   |
| Österreich (IFPI)            | Platin                                                                 | 30.000    |
| Schweden (IFPI)              | 2× Platin                                                              | 80.000    |
| Spanien (Promusicae)         | Gold                                                                   | 30.000    |
| Vereinigte Staaten (RIAA)    | 4× Platin                                                              | 4.000.000 |
| Vereinigtes Königreich (BPI) | Platin                                                                 | 600.000   |
| Insgesamt                    | 3× Gold · 21× Platin · 1× Diamant ·                                    | 6.135.000 |

### Do What U Want
| Land/Region                  | Auszeichnungen für Musikverkäufe (Land/Region, Auszeichnung, Verkäufe) | Verkäufe  |
| ---------------------------- | ---------------------------------------------------------------------- | --------- |
| Australien (ARIA)            | Platin                                                                 | 70.000    |
| Brasilien (PMB)              | Platin                                                                 | 60.000    |
| Deutschland (BVMI)           | Gold                                                                   | 150.000   |
| Italien (FIMI)               | Platin                                                                 | 30.000    |
| Kanada (MC)                  | Gold                                                                   | 40.000    |
| Mexiko (AMPROFON)            | Gold                                                                   | 30.000    |
| Neuseeland (RMNZ)            | Gold                                                                   | 7.500     |
| Norwegen (IFPI)              | Gold                                                                   | 30.000    |
| Schweden (IFPI)              | Platin                                                                 | 40.000    |
| Südkorea (KMCA)              | —                                                                      | 20.309    |
| Vereinigte Staaten (RIAA)    | Platin                                                                 | 1.300.000 |
| Vereinigtes Königreich (BPI) | Gold                                                                   | 400.000   |
| Insgesamt                    | 6× Gold · 5× Platin ·                                                  | 4.182.809 |

### Venus
| Land/Region     | Auszeichnungen für Musikverkäufe (Land/Region, Auszeichnung, Verkäufe) | Verkäufe |
| --------------- | ---------------------------------------------------------------------- | -------- |
| Brasilien (PMB) | Gold                                                                   | 30.000   |
| Südkorea (KMCA) | —                                                                      | 2.589    |
| Insgesamt       | —                                                                      | 32.589   |

### Dope
| Land/Region     | Auszeichnungen für Musikverkäufe (Land/Region, Auszeichnung, Verkäufe) | Verkäufe |
| --------------- | ---------------------------------------------------------------------- | -------- |
| Südkorea (KMCA) | —                                                                      | 2.420    |
| Insgesamt       | —                                                                      | 2.420    |

### G.U.Y.
| Land/Region     | Auszeichnungen für Musikverkäufe (Land/Region, Auszeichnung, Verkäufe) | Verkäufe |
| --------------- | ---------------------------------------------------------------------- | -------- |
| Brasilien (PMB) | 2× Platin                                                              | 120.000  |
| Südkorea (KMCA) | —                                                                      | 3.362    |
| Insgesamt       | 2× Platin ·                                                            | 123.362  |

### Perfect Illusion
| Land/Region                  | Auszeichnungen für Musikverkäufe (Land/Region, Auszeichnung, Verkäufe) | Verkäufe |
| ---------------------------- | ---------------------------------------------------------------------- | -------- |
| Australien (ARIA)            | Platin                                                                 | 70.000   |
| Brasilien (PMB)              | 2× Platin                                                              | 120.000  |
| Italien (FIMI)               | Gold                                                                   | 25.000   |
| Kanada (MC)                  | Gold                                                                   | 40.000   |
| Vereinigte Staaten (RIAA)    | Gold                                                                   | 500.000  |
| Vereinigtes Königreich (BPI) | Silber                                                                 | 200.000  |
| Insgesamt                    | 1× Silber · 3× Gold · 3× Platin ·                                      | 955.000  |

### Million Reasons
| Land/Region                  | Auszeichnungen für Musikverkäufe (Land/Region, Auszeichnung, Verkäufe) | Verkäufe  |
| ---------------------------- | ---------------------------------------------------------------------- | --------- |
| Australien (ARIA)            | 4× Platin                                                              | 280.000   |
| Brasilien (PMB)              | Diamant                                                                | 250.000   |
| Dänemark (IFPI)              | Gold                                                                   | 45.000    |
| Deutschland (BVMI)           | Gold                                                                   | 200.000   |
| Frankreich (SNEP)            | Platin                                                                 | 200.000   |
| Italien (FIMI)               | 3× Platin                                                              | 150.000   |
| Kanada (MC)                  | Gold                                                                   | 40.000    |
| Neuseeland (RMNZ)            | 2× Platin                                                              | 60.000    |
| Norwegen (IFPI)              | Platin                                                                 | 60.000    |
| Österreich (IFPI)            | Platin                                                                 | 30.000    |
| Polen (ZPAV)                 | 2× Platin                                                              | 40.000    |
| Schweden (IFPI)              | Gold                                                                   | 40.000    |
| Spanien (Promusicae)         | 2× Platin                                                              | 120.000   |
| Vereinigte Staaten (RIAA)    | 3× Platin                                                              | 3.000.000 |
| Vereinigtes Königreich (BPI) | Platin                                                                 | 600.000   |
| Insgesamt                    | 4× Gold · 20× Platin · 1× Diamant ·                                    | 5.115.000 |

### A-Yo
| Land/Region     | Auszeichnungen für Musikverkäufe (Land/Region, Auszeichnung, Verkäufe) | Verkäufe |
| --------------- | ---------------------------------------------------------------------- | -------- |
| Brasilien (PMB) | Gold                                                                   | 30.000   |
| Insgesamt       | 1× Gold ·                                                              | 30.000   |

### John Wayne
| Land/Region     | Auszeichnungen für Musikverkäufe (Land/Region, Auszeichnung, Verkäufe) | Verkäufe |
| --------------- | ---------------------------------------------------------------------- | -------- |
| Brasilien (PMB) | Gold                                                                   | 30.000   |
| Insgesamt       | 1× Gold ·                                                              | 30.000   |

### The Cure
| Land/Region                  | Auszeichnungen für Musikverkäufe (Land/Region, Auszeichnung, Verkäufe) | Verkäufe  |
| ---------------------------- | ---------------------------------------------------------------------- | --------- |
| Australien (ARIA)            | 3× Platin                                                              | 210.000   |
| Brasilien (PMB)              | 2× Platin                                                              | 80.000    |
| Italien (FIMI)               | Platin                                                                 | 50.000    |
| Neuseeland (RMNZ)            | Gold                                                                   | 15.000    |
| Vereinigte Staaten (RIAA)    | Platin                                                                 | 1.000.000 |
| Vereinigtes Königreich (BPI) | Gold                                                                   | 431.000   |
| Insgesamt                    | 2× Gold · 7× Platin ·                                                  | 1.786.000 |

### Your Song
| Land/Region     | Auszeichnungen für Musikverkäufe (Land/Region, Auszeichnung, Verkäufe) | Verkäufe |
| --------------- | ---------------------------------------------------------------------- | -------- |
| Brasilien (PMB) | Gold                                                                   | 20.000   |
| Insgesamt       | 1× Gold ·                                                              | 20.000   |

### Shallow
| Land/Region                  | Auszeichnungen für Musikverkäufe (Land/Region, Auszeichnung, Verkäufe) | Verkäufe   |
| ---------------------------- | ---------------------------------------------------------------------- | ---------- |
| Australien (ARIA)            | 16× Platin                                                             | 1.120.000  |
| Belgien (BRMA)               | 3× Platin                                                              | 120.000    |
| Brasilien (PMB)              | 8× Diamant                                                             | 1.280.000  |
| Dänemark (IFPI)              | 5× Platin                                                              | 450.000    |
| Deutschland (BVMI)           | Platin                                                                 | 400.000    |
| Finnland (IFPI)              | 2× Platin                                                              | 80.000     |
| Frankreich (SNEP)            | Diamant                                                                | 333.333    |
| Italien (FIMI)               | 6× Platin                                                              | 600.000    |
| Kanada (MC)                  | 8× Platin                                                              | 640.000    |
| Neuseeland (RMNZ)            | 9× Platin                                                              | 270.000    |
| Norwegen (IFPI)              | 8× Platin                                                              | 480.000    |
| Österreich (IFPI)            | 5× Platin                                                              | 150.000    |
| Polen (ZPAV)                 | 2× Diamant                                                             | 500.000    |
| Portugal (AFP)               | 6× Platin                                                              | 60.000     |
| Schweden (IFPI)              | 8× Platin                                                              | 640.000    |
| Schweiz (IFPI)               | 2× Platin                                                              | 40.000     |
| Spanien (Promusicae)         | 6× Platin                                                              | 360.000    |
| Vereinigte Staaten (RIAA)    | 4× Platin                                                              | 4.000.000  |
| Vereinigtes Königreich (BPI) | 6× Platin                                                              | 3.600.000  |
| Insgesamt                    | 95× Platin · 11× Diamant ·                                             | 15.123.333 |

### Always Remember Us This Way
| Land/Region                  | Auszeichnungen für Musikverkäufe (Land/Region, Auszeichnung, Verkäufe) | Verkäufe  |
| ---------------------------- | ---------------------------------------------------------------------- | --------- |
| Australien (ARIA)            | 7× Platin                                                              | 490.000   |
| Belgien (BRMA)               | Platin                                                                 | 40.000    |
| Brasilien (PMB)              | 4× Diamant                                                             | 640.000   |
| Dänemark (IFPI)              | 3× Platin                                                              | 270.000   |
| Deutschland (BVMI)           | Gold                                                                   | 200.000   |
| Finnland (IFPI)              | 2× Platin                                                              | 80.000    |
| Frankreich (SNEP)            | Diamant                                                                | 333.333   |
| Italien (FIMI)               | 2× Platin                                                              | 200.000   |
| Neuseeland (RMNZ)            | 6× Platin                                                              | 180.000   |
| Norwegen (IFPI)              | 4× Platin                                                              | 240.000   |
| Österreich (IFPI)            | 2× Platin                                                              | 60.000    |
| Polen (ZPAV)                 | Diamant                                                                | 250.000   |
| Portugal (AFP)               | 2× Platin                                                              | 20.000    |
| Schweden (IFPI)              | 3× Platin                                                              | 240.000   |
| Schweiz (IFPI)               | Gold                                                                   | 10.000    |
| Spanien (Promusicae)         | 3× Platin                                                              | 180.000   |
| Vereinigte Staaten (RIAA)    | Platin                                                                 | 1.000.000 |
| Vereinigtes Königreich (BPI) | 2× Platin                                                              | 1.600.000 |
| Insgesamt                    | 2× Gold · 38× Platin · 6× Diamant ·                                    | 6.033.333 |

### Stupid Love
| Land/Region                  | Auszeichnungen für Musikverkäufe (Land/Region, Auszeichnung, Verkäufe) | Verkäufe  |
| ---------------------------- | ---------------------------------------------------------------------- | --------- |
| Australien (ARIA)            | 2× Platin                                                              | 140.000   |
| Brasilien (PMB)              | Diamant                                                                | 160.000   |
| Frankreich (SNEP)            | Platin                                                                 | 200.000   |
| Italien (FIMI)               | Gold                                                                   | 35.000    |
| Kanada (MC)                  | 2× Platin                                                              | 160.000   |
| Neuseeland (RMNZ)            | Gold                                                                   | 15.000    |
| Norwegen (IFPI)              | Gold                                                                   | 30.000    |
| Österreich (IFPI)            | Gold                                                                   | 15.000    |
| Polen (ZPAV)                 | Platin                                                                 | 50.000    |
| Portugal (AFP)               | Gold                                                                   | 5.000     |
| Spanien (Promusicae)         | Gold                                                                   | 30.000    |
| Vereinigte Staaten (RIAA)    | Platin                                                                 | 1.000.000 |
| Vereinigtes Königreich (BPI) | Platin                                                                 | 600.000   |
| Insgesamt                    | 6× Gold · 8× Platin · 1× Diamant ·                                     | 2.440.000 |

### Rain on Me
| Land/Region                  | Auszeichnungen für Musikverkäufe (Land/Region, Auszeichnung, Verkäufe) | Verkäufe  |
| ---------------------------- | ---------------------------------------------------------------------- | --------- |
| Australien (ARIA)            | 5× Platin                                                              | 350.000   |
| Belgien (BRMA)               | Platin                                                                 | 40.000    |
| Brasilien (PMB)              | 3× Diamant                                                             | 480.000   |
| Dänemark (IFPI)              | Platin                                                                 | 90.000    |
| Deutschland (BVMI)           | Gold                                                                   | 200.000   |
| Frankreich (SNEP)            | Gold                                                                   | 100.000   |
| Italien (FIMI)               | Platin                                                                 | 70.000    |
| Kanada (MC)                  | 6× Platin                                                              | 480.000   |
| Neuseeland (RMNZ)            | 3× Platin                                                              | 90.000    |
| Norwegen (IFPI)              | 2× Platin                                                              | 120.000   |
| Österreich (IFPI)            | Platin                                                                 | 30.000    |
| Polen (ZPAV)                 | 3× Platin                                                              | 150.000   |
| Portugal (AFP)               | Platin                                                                 | 10.000    |
| Schweden (IFPI)              | Platin                                                                 | 80.000    |
| Spanien (Promusicae)         | 2× Platin                                                              | 120.000   |
| Ungarn (MAHASZ)              | Gold                                                                   | 2.000     |
| Vereinigte Staaten (RIAA)    | 2× Platin                                                              | 2.000.000 |
| Vereinigtes Königreich (BPI) | 2× Platin                                                              | 1.700.000 |
| Insgesamt                    | 3× Gold · 31× Platin · 3× Diamant ·                                    | 6.112.000 |

### Sour Candy
| Land/Region                  | Auszeichnungen für Musikverkäufe (Land/Region, Auszeichnung, Verkäufe) | Verkäufe |
| ---------------------------- | ---------------------------------------------------------------------- | -------- |
| Australien (ARIA)            | Gold                                                                   | 35.000   |
| Brasilien (PMB)              | Diamant                                                                | 160.000  |
| Kanada (MC)                  | Gold                                                                   | 40.000   |
| Neuseeland (RMNZ)            | Gold                                                                   | 15.000   |
| Polen (ZPAV)                 | Gold                                                                   | 25.000   |
| Vereinigte Staaten (RIAA)    | Gold                                                                   | 500.000  |
| Vereinigtes Königreich (BPI) | Silber                                                                 | 200.000  |
| Insgesamt                    | 1× Silber · 5× Gold · 1× Diamant ·                                     | 975.000  |

### Free Woman
| Land/Region     | Auszeichnungen für Musikverkäufe (Land/Region, Auszeichnung, Verkäufe) | Verkäufe |
| --------------- | ---------------------------------------------------------------------- | -------- |
| Brasilien (PMB) | Platin                                                                 | 40.000   |
| Insgesamt       | 1× Platin ·                                                            | 40.000   |

### 911
| Land/Region       | Auszeichnungen für Musikverkäufe (Land/Region, Auszeichnung, Verkäufe) | Verkäufe |
| ----------------- | ---------------------------------------------------------------------- | -------- |
| Australien (ARIA) | Gold                                                                   | 35.000   |
| Brasilien (PMB)   | Diamant                                                                | 160.000  |
| Italien (FIMI)    | Gold                                                                   | 35.000   |
| Insgesamt         | 2× Gold · 1× Diamant ·                                                 | 230.000  |

### Hold My Hand
| Land/Region                  | Auszeichnungen für Musikverkäufe (Land/Region, Auszeichnung, Verkäufe) | Verkäufe  |
| ---------------------------- | ---------------------------------------------------------------------- | --------- |
| Australien (ARIA)            | Platin                                                                 | 70.000    |
| Belgien (BRMA)               | Gold                                                                   | 20.000    |
| Brasilien (PMB)              | Platin                                                                 | 40.000    |
| Dänemark (IFPI)              | Gold                                                                   | 45.000    |
| Frankreich (SNEP)            | Diamant                                                                | 333.333   |
| Italien (FIMI)               | Platin                                                                 | 100.000   |
| Kanada (MC)                  | Platin                                                                 | 80.000    |
| Neuseeland (RMNZ)            | Platin                                                                 | 30.000    |
| Österreich (IFPI)            | Platin                                                                 | 30.000    |
| Polen (ZPAV)                 | 2× Platin                                                              | 100.000   |
| Schweiz (IFPI)               | Platin                                                                 | 20.000    |
| Spanien (Promusicae)         | Gold                                                                   | 30.000    |
| Vereinigtes Königreich (BPI) | Gold                                                                   | 400.000   |
| Insgesamt                    | 4× Gold · 9× Platin · 1× Diamant ·                                     | 1.298.333 |

### Bloody Mary
| Land/Region                  | Auszeichnungen für Musikverkäufe (Land/Region, Auszeichnung, Verkäufe) | Verkäufe |
| ---------------------------- | ---------------------------------------------------------------------- | -------- |
| Australien (ARIA)            | Platin                                                                 | 70.000   |
| Brasilien (PMB)              | 3× Platin                                                              | 180.000  |
| Griechenland (IFPI)          | Gold                                                                   | 10.000   |
| Italien (FIMI)               | Platin                                                                 | 100.000  |
| Kanada (MC)                  | Gold                                                                   | 40.000   |
| Neuseeland (RMNZ)            | Gold                                                                   | 15.000   |
| Österreich (IFPI)            | Gold                                                                   | 15.000   |
| Polen (ZPAV)                 | Platin (Sped Up Remix)                                                 | 50.000   |
| Spanien (Promusicae)         | Gold                                                                   | 30.000   |
| Vereinigtes Königreich (BPI) | Gold                                                                   | 400.000  |
| Insgesamt                    | 6× Gold · 6× Platin ·                                                  | 910.000  |

### Die with a Smile
| Land/Region                  | Auszeichnungen für Musikverkäufe (Land/Region, Auszeichnung, Verkäufe) | Verkäufe  |
| ---------------------------- | ---------------------------------------------------------------------- | --------- |
| Australien (ARIA)            | 6× Platin                                                              | 420.000   |
| Belgien (BRMA)               | 2× Platin                                                              | 80.000    |
| Brasilien (PMB)              | 5× Diamant                                                             | 800.000   |
| Dänemark (IFPI)              | Platin                                                                 | 90.000    |
| Deutschland (BVMI)           | Gold                                                                   | 300.000   |
| Frankreich (SNEP)            | Diamant                                                                | 333.333   |
| Griechenland (IFPI)          | 3× Platin                                                              | 60.000    |
| Italien (FIMI)               | Platin                                                                 | 100.000   |
| Kanada (MC)                  | 4× Platin                                                              | 320.000   |
| Neuseeland (RMNZ)            | 4× Platin                                                              | 120.000   |
| Norwegen (IFPI)              | Platin                                                                 | 60.000    |
| Österreich (IFPI)            | Platin                                                                 | 30.000    |
| Polen (ZPAV)                 | 3× Platin                                                              | 150.000   |
| Portugal (AFP)               | 6× Platin                                                              | 60.000    |
| Schweiz (IFPI)               | Platin                                                                 | 30.000    |
| Spanien (Promusicae)         | 2× Platin                                                              | 120.000   |
| Vereinigtes Königreich (BPI) | 2× Platin                                                              | 1.200.000 |
| Zentralamerika (CFC)         | 3× Platin                                                              | 210.000   |
| Insgesamt                    | 1× Gold · 40× Platin · 6× Diamant ·                                    | 4.483.333 |

### Disease
| Land/Region                  | Auszeichnungen für Musikverkäufe (Land/Region, Auszeichnung, Verkäufe) | Verkäufe |
| ---------------------------- | ---------------------------------------------------------------------- | -------- |
| Brasilien (PMB)              | 2× Platin                                                              | 80.000   |
| Frankreich (SNEP)            | Gold                                                                   | 100.000  |
| Kanada (MC)                  | Gold                                                                   | 40.000   |
| Vereinigtes Königreich (BPI) | Silber                                                                 | 200.000  |
| Insgesamt                    | 1× Silber · 2× Gold · 2× Platin ·                                      | 420.000  |

### Abracadabra
| Land/Region                  | Auszeichnungen für Musikverkäufe (Land/Region, Auszeichnung, Verkäufe) | Verkäufe  |
| ---------------------------- | ---------------------------------------------------------------------- | --------- |
| Australien (ARIA)            | Platin                                                                 | 70.000    |
| Belgien (BRMA)               | Gold                                                                   | 20.000    |
| Brasilien (PMB)              | 3× Platin                                                              | 120.000   |
| Frankreich (SNEP)            | Platin                                                                 | 200.000   |
| Griechenland (IFPI)          | Platin                                                                 | 20.000    |
| Italien (FIMI)               | Gold                                                                   | 100.000   |
| Kanada (MC)                  | Gold                                                                   | 40.000    |
| Österreich (IFPI)            | Gold                                                                   | 15.000    |
| Polen (ZPAV)                 | Platin                                                                 | 125.000   |
| Portugal (AFP)               | Platin                                                                 | 10.000    |
| Schweiz (IFPI)               | Gold                                                                   | 15.000    |
| Spanien (Promusicae)         | Gold                                                                   | 50.000    |
| Vereinigtes Königreich (BPI) | Gold                                                                   | 400.000   |
| Zentralamerika (CFC)         | Gold                                                                   | 35.000    |
| Insgesamt                    | 8× Gold · 8× Platin ·                                                  | 1.220.000 |

## Auszeichnungen nach Liedern

### Boys Boys Boys
| Land/Region               | Auszeichnungen für Musikverkäufe (Land/Region, Auszeichnung, Verkäufe) | Verkäufe |
| ------------------------- | ---------------------------------------------------------------------- | -------- |
| Vereinigte Staaten (RIAA) | Gold                                                                   | 500.000  |
| Insgesamt                 | 1× Gold ·                                                              | 500.000  |

### Beautiful, Dirty, Rich
| Land/Region               | Auszeichnungen für Musikverkäufe (Land/Region, Auszeichnung, Verkäufe) | Verkäufe |
| ------------------------- | ---------------------------------------------------------------------- | -------- |
| Vereinigte Staaten (RIAA) | Gold                                                                   | 500.000  |
| Insgesamt                 | 1× Gold ·                                                              | 500.000  |

### Starstruck
| Land/Region               | Auszeichnungen für Musikverkäufe (Land/Region, Auszeichnung, Verkäufe) | Verkäufe  |
| ------------------------- | ---------------------------------------------------------------------- | --------- |
| Australien (ARIA)         | Gold                                                                   | 35.000    |
| Vereinigte Staaten (RIAA) | Platin                                                                 | 1.000.000 |
| Insgesamt                 | 1× Gold · 1× Platin ·                                                  | 1.035.000 |

### Monster
| Land/Region               | Auszeichnungen für Musikverkäufe (Land/Region, Auszeichnung, Verkäufe) | Verkäufe |
| ------------------------- | ---------------------------------------------------------------------- | -------- |
| Australien (ARIA)         | Gold                                                                   | 35.000   |
| Vereinigte Staaten (RIAA) | Gold                                                                   | 500.000  |
| Insgesamt                 | 2× Gold ·                                                              | 535.000  |

### Speechless
| Land/Region               | Auszeichnungen für Musikverkäufe (Land/Region, Auszeichnung, Verkäufe) | Verkäufe |
| ------------------------- | ---------------------------------------------------------------------- | -------- |
| Vereinigte Staaten (RIAA) | Gold                                                                   | 500.000  |
| Insgesamt                 | 1× Gold ·                                                              | 500.000  |

### Gypsy
| Land/Region     | Auszeichnungen für Musikverkäufe (Land/Region, Auszeichnung, Verkäufe) | Verkäufe |
| --------------- | ---------------------------------------------------------------------- | -------- |
| Südkorea (KMCA) | —                                                                      | 3.549    |
| Insgesamt       | —                                                                      | 3.549    |

### Sexxx Dreams
| Land/Region     | Auszeichnungen für Musikverkäufe (Land/Region, Auszeichnung, Verkäufe) | Verkäufe |
| --------------- | ---------------------------------------------------------------------- | -------- |
| Südkorea (KMCA) | —                                                                      | 3.414    |
| Insgesamt       | —                                                                      | 3.414    |

### Aura
| Land/Region     | Auszeichnungen für Musikverkäufe (Land/Region, Auszeichnung, Verkäufe) | Verkäufe |
| --------------- | ---------------------------------------------------------------------- | -------- |
| Südkorea (KMCA) | —                                                                      | 3.248    |
| Insgesamt       | —                                                                      | 3.248    |

### Artpop
| Land/Region     | Auszeichnungen für Musikverkäufe (Land/Region, Auszeichnung, Verkäufe) | Verkäufe |
| --------------- | ---------------------------------------------------------------------- | -------- |
| Südkorea (KMCA) | —                                                                      | 3.157    |
| Insgesamt       | —                                                                      | 3.157    |

### Manicure
| Land/Region     | Auszeichnungen für Musikverkäufe (Land/Region, Auszeichnung, Verkäufe) | Verkäufe |
| --------------- | ---------------------------------------------------------------------- | -------- |
| Südkorea (KMCA) | —                                                                      | 2.811    |
| Insgesamt       | —                                                                      | 2.811    |

### Jewels N’ Drugs
| Land/Region     | Auszeichnungen für Musikverkäufe (Land/Region, Auszeichnung, Verkäufe) | Verkäufe |
| --------------- | ---------------------------------------------------------------------- | -------- |
| Südkorea (KMCA) | —                                                                      | 2.744    |
| Insgesamt       | —                                                                      | 2.744    |

### Fashion!
| Land/Region     | Auszeichnungen für Musikverkäufe (Land/Region, Auszeichnung, Verkäufe) | Verkäufe |
| --------------- | ---------------------------------------------------------------------- | -------- |
| Südkorea (KMCA) | —                                                                      | 2.536    |
| Insgesamt       | —                                                                      | 2.536    |

### Donatella
| Land/Region     | Auszeichnungen für Musikverkäufe (Land/Region, Auszeichnung, Verkäufe) | Verkäufe |
| --------------- | ---------------------------------------------------------------------- | -------- |
| Südkorea (KMCA) | —                                                                      | 2.508    |
| Insgesamt       | —                                                                      | 2.508    |

### Mary Jane Holland
| Land/Region     | Auszeichnungen für Musikverkäufe (Land/Region, Auszeichnung, Verkäufe) | Verkäufe |
| --------------- | ---------------------------------------------------------------------- | -------- |
| Südkorea (KMCA) | —                                                                      | 2.431    |
| Insgesamt       | —                                                                      | 2.431    |

### Swine
| Land/Region     | Auszeichnungen für Musikverkäufe (Land/Region, Auszeichnung, Verkäufe) | Verkäufe |
| --------------- | ---------------------------------------------------------------------- | -------- |
| Südkorea (KMCA) | —                                                                      | 2.430    |
| Insgesamt       | —                                                                      | 2.430    |

### I’ll Never Love Again
| Land/Region                  | Auszeichnungen für Musikverkäufe (Land/Region, Auszeichnung, Verkäufe) | Verkäufe  |
| ---------------------------- | ---------------------------------------------------------------------- | --------- |
| Australien (ARIA)            | 3× Platin                                                              | 210.000   |
| Brasilien (PMB)              | Diamant                                                                | 160.000   |
| Dänemark (IFPI)              | Gold                                                                   | 45.000    |
| Frankreich (SNEP)            | Diamant                                                                | 333.333   |
| Italien (FIMI)               | Platin                                                                 | 100.000   |
| Neuseeland (RMNZ)            | Platin                                                                 | 30.000    |
| Norwegen (IFPI)              | Gold                                                                   | 30.000    |
| Österreich (IFPI)            | Gold                                                                   | 15.000    |
| Polen (ZPAV)                 | 3× Platin                                                              | 150.000   |
| Portugal (AFP)               | Platin                                                                 | 10.000    |
| Schweden (IFPI)              | Gold                                                                   | 40.000    |
| Spanien (Promusicae)         | Platin                                                                 | 60.000    |
| Vereinigte Staaten (RIAA)    | Platin                                                                 | 1.000.000 |
| Vereinigtes Königreich (BPI) | Platin                                                                 | 600.000   |
| Insgesamt                    | 4× Gold · 12× Platin · 2× Diamant ·                                    | 2.783.333 |

### Is That Alright?
| Land/Region                  | Auszeichnungen für Musikverkäufe (Land/Region, Auszeichnung, Verkäufe) | Verkäufe |
| ---------------------------- | ---------------------------------------------------------------------- | -------- |
| Australien (ARIA)            | Gold                                                                   | 35.000   |
| Brasilien (PMB)              | Platin                                                                 | 40.000   |
| Neuseeland (RMNZ)            | Gold                                                                   | 15.000   |
| Polen (ZPAV)                 | Gold                                                                   | 25.000   |
| Vereinigtes Königreich (BPI) | Silber                                                                 | 200.000  |
| Insgesamt                    | 1× Silber · 3× Gold · 1× Platin ·                                      | 315.000  |

### Look What I Found
| Land/Region                  | Auszeichnungen für Musikverkäufe (Land/Region, Auszeichnung, Verkäufe) | Verkäufe |
| ---------------------------- | ---------------------------------------------------------------------- | -------- |
| Australien (ARIA)            | Gold                                                                   | 35.000   |
| Brasilien (PMB)              | 2× Platin                                                              | 80.000   |
| Neuseeland (RMNZ)            | Gold                                                                   | 15.000   |
| Polen (ZPAV)                 | Gold                                                                   | 25.000   |
| Vereinigtes Königreich (BPI) | Silber                                                                 | 200.000  |
| Insgesamt                    | 1× Silber · 3× Gold · 2× Platin ·                                      | 355.000  |

### Heal Me
| Land/Region       | Auszeichnungen für Musikverkäufe (Land/Region, Auszeichnung, Verkäufe) | Verkäufe |
| ----------------- | ---------------------------------------------------------------------- | -------- |
| Australien (ARIA) | Gold                                                                   | 35.000   |
| Insgesamt         | 1× Gold ·                                                              | 35.000   |

### Diggin’ My Grave
| Land/Region       | Auszeichnungen für Musikverkäufe (Land/Region, Auszeichnung, Verkäufe) | Verkäufe |
| ----------------- | ---------------------------------------------------------------------- | -------- |
| Australien (ARIA) | Gold                                                                   | 35.000   |
| Insgesamt         | 1× Gold ·                                                              | 35.000   |

### I Don’t Know What Love Is
| Land/Region       | Auszeichnungen für Musikverkäufe (Land/Region, Auszeichnung, Verkäufe) | Verkäufe |
| ----------------- | ---------------------------------------------------------------------- | -------- |
| Australien (ARIA) | Gold                                                                   | 35.000   |
| Brasilien (PMB)   | Platin                                                                 | 40.000   |
| Insgesamt         | 1× Gold · 1× Platin ·                                                  | 75.000   |

### Hair Body Face
| Land/Region     | Auszeichnungen für Musikverkäufe (Land/Region, Auszeichnung, Verkäufe) | Verkäufe |
| --------------- | ---------------------------------------------------------------------- | -------- |
| Brasilien (PMB) | Gold                                                                   | 20.000   |
| Insgesamt       | 1× Gold ·                                                              | 20.000   |

### Fun Tonight
| Land/Region     | Auszeichnungen für Musikverkäufe (Land/Region, Auszeichnung, Verkäufe) | Verkäufe |
| --------------- | ---------------------------------------------------------------------- | -------- |
| Brasilien (PMB) | Diamant                                                                | 160.000  |
| Insgesamt       | 1× Diamant ·                                                           | 160.000  |

### I’ll Never Love
| Land/Region     | Auszeichnungen für Musikverkäufe (Land/Region, Auszeichnung, Verkäufe) | Verkäufe |
| --------------- | ---------------------------------------------------------------------- | -------- |
| Brasilien (PMB) | Gold                                                                   | 20.000   |
| Insgesamt       | 1× Gold ·                                                              | 20.000   |

### La Vie En Rose
| Land/Region     | Auszeichnungen für Musikverkäufe (Land/Region, Auszeichnung, Verkäufe) | Verkäufe |
| --------------- | ---------------------------------------------------------------------- | -------- |
| Brasilien (PMB) | Platin                                                                 | 40.000   |
| Insgesamt       | 1× Platin ·                                                            | 40.000   |

### Why Did You Do That?
| Land/Region     | Auszeichnungen für Musikverkäufe (Land/Region, Auszeichnung, Verkäufe) | Verkäufe |
| --------------- | ---------------------------------------------------------------------- | -------- |
| Brasilien (PMB) | Gold                                                                   | 20.000   |
| Insgesamt       | 1× Gold ·                                                              | 20.000   |

### Music to My Eyes
| Land/Region                  | Auszeichnungen für Musikverkäufe (Land/Region, Auszeichnung, Verkäufe) | Verkäufe |
| ---------------------------- | ---------------------------------------------------------------------- | -------- |
| Brasilien (PMB)              | Platin                                                                 | 40.000   |
| Neuseeland (RMNZ)            | Gold                                                                   | 15.000   |
| Vereinigtes Königreich (BPI) | Silber                                                                 | 200.000  |
| Insgesamt                    | 1× Silber · 1× Gold · 1× Platin ·                                      | 255.000  |

### Before I Cry
| Land/Region     | Auszeichnungen für Musikverkäufe (Land/Region, Auszeichnung, Verkäufe) | Verkäufe |
| --------------- | ---------------------------------------------------------------------- | -------- |
| Brasilien (PMB) | Gold                                                                   | 20.000   |
| Insgesamt       | 1× Gold ·                                                              | 20.000   |

### Enigma
| Land/Region     | Auszeichnungen für Musikverkäufe (Land/Region, Auszeichnung, Verkäufe) | Verkäufe |
| --------------- | ---------------------------------------------------------------------- | -------- |
| Brasilien (PMB) | Platin                                                                 | 40.000   |
| Insgesamt       | 1× Platin ·                                                            | 40.000   |

### Chromatica II
| Land/Region     | Auszeichnungen für Musikverkäufe (Land/Region, Auszeichnung, Verkäufe) | Verkäufe |
| --------------- | ---------------------------------------------------------------------- | -------- |
| Brasilien (PMB) | Gold                                                                   | 20.000   |
| Insgesamt       | 1× Gold ·                                                              | 20.000   |

### Plastic Doll
| Land/Region     | Auszeichnungen für Musikverkäufe (Land/Region, Auszeichnung, Verkäufe) | Verkäufe |
| --------------- | ---------------------------------------------------------------------- | -------- |
| Brasilien (PMB) | Platin                                                                 | 40.000   |
| Insgesamt       | 1× Platin ·                                                            | 40.000   |

### Sine From Above
| Land/Region     | Auszeichnungen für Musikverkäufe (Land/Region, Auszeichnung, Verkäufe) | Verkäufe |
| --------------- | ---------------------------------------------------------------------- | -------- |
| Brasilien (PMB) | Platin                                                                 | 40.000   |
| Insgesamt       | 1× Platin ·                                                            | 40.000   |

### Replay
| Land/Region     | Auszeichnungen für Musikverkäufe (Land/Region, Auszeichnung, Verkäufe) | Verkäufe |
| --------------- | ---------------------------------------------------------------------- | -------- |
| Brasilien (PMB) | Platin                                                                 | 40.000   |
| Insgesamt       | 1× Platin ·                                                            | 40.000   |

### Chromatica I
| Land/Region     | Auszeichnungen für Musikverkäufe (Land/Region, Auszeichnung, Verkäufe) | Verkäufe |
| --------------- | ---------------------------------------------------------------------- | -------- |
| Brasilien (PMB) | Gold                                                                   | 20.000   |
| Insgesamt       | 1× Gold ·                                                              | 20.000   |

### Babylon
| Land/Region     | Auszeichnungen für Musikverkäufe (Land/Region, Auszeichnung, Verkäufe) | Verkäufe |
| --------------- | ---------------------------------------------------------------------- | -------- |
| Brasilien (PMB) | Platin                                                                 | 40.000   |
| Insgesamt       | 1× Platin ·                                                            | 40.000   |

### Alice
| Land/Region     | Auszeichnungen für Musikverkäufe (Land/Region, Auszeichnung, Verkäufe) | Verkäufe |
| --------------- | ---------------------------------------------------------------------- | -------- |
| Brasilien (PMB) | Platin                                                                 | 40.000   |
| Insgesamt       | 1× Platin ·                                                            | 40.000   |

### 1000 Doves
| Land/Region     | Auszeichnungen für Musikverkäufe (Land/Region, Auszeichnung, Verkäufe) | Verkäufe |
| --------------- | ---------------------------------------------------------------------- | -------- |
| Brasilien (PMB) | Platin                                                                 | 40.000   |
| Insgesamt       | 1× Platin ·                                                            | 40.000   |

## Auszeichnungen nach Autorenbeteiligungen und Produktionen

### Make Her Say (Kid Cudifeat.Kanye West&Common)
| Land/Region               | Auszeichnungen für Musikverkäufe (Land/Region, Auszeichnung, Verkäufe) | Verkäufe  |
| ------------------------- | ---------------------------------------------------------------------- | --------- |
| Vereinigte Staaten (RIAA) | Platin                                                                 | 1.000.000 |
| Insgesamt                 | 1× Platin ·                                                            | 1.000.000 |

## Auszeichnungen nach Musikstreaming

### Born This Way
| Land/Region     | Auszeichnungen für Musikverkäufe (Land/Region, Auszeichnung, Verkäufe) | Verkäufe |
| --------------- | ---------------------------------------------------------------------- | -------- |
| Dänemark (IFPI) | Platin                                                                 | 100.000  |
| Insgesamt       | 1× Platin ·                                                            | 100.000  |

### The Edge of Glory
| Land/Region     | Auszeichnungen für Musikverkäufe (Land/Region, Auszeichnung, Verkäufe) | Verkäufe |
| --------------- | ---------------------------------------------------------------------- | -------- |
| Dänemark (IFPI) | Gold                                                                   | 50.000   |
| Insgesamt       | 1× Gold ·                                                              | 50.000   |

### Applause
| Land/Region     | Auszeichnungen für Musikverkäufe (Land/Region, Auszeichnung, Verkäufe) | Verkäufe  |
| --------------- | ---------------------------------------------------------------------- | --------- |
| Dänemark (IFPI) | Platin                                                                 | 1.800.000 |
| Insgesamt       | 1× Platin ·                                                            | 1.800.000 |

### Do What U Want
| Land/Region     | Auszeichnungen für Musikverkäufe (Land/Region, Auszeichnung, Verkäufe) | Verkäufe  |
| --------------- | ---------------------------------------------------------------------- | --------- |
| Dänemark (IFPI) | Platin                                                                 | 2.600.000 |
| Insgesamt       | 1× Platin ·                                                            | 2.600.000 |

### Rain on Me
| Land/Region  | Auszeichnungen für Musikverkäufe (Land/Region, Auszeichnung, Verkäufe) | Verkäufe    |
| ------------ | ---------------------------------------------------------------------- | ----------- |
| Japan (RIAJ) | Platin                                                                 | 100.000.000 |
| Insgesamt    | 1× Platin ·                                                            | 100.000.000 |

## Auszeichnungen nach Videoalben

### Lady Gaga Presents the Monster Ball Tour: At Madison Square Garden
| Land/Region                  | Auszeichnungen für Musikverkäufe (Land/Region, Auszeichnung, Verkäufe) | Verkäufe |
| ---------------------------- | ---------------------------------------------------------------------- | -------- |
| Australien (ARIA)            | 2× Platin                                                              | 30.000   |
| Brasilien (PMB)              | Platin                                                                 | 30.000   |
| Frankreich (SNEP)            | 2× Platin                                                              | 30.000   |
| Vereinigtes Königreich (BPI) | Gold                                                                   | 25.000   |
| Insgesamt                    | 1× Gold · 5× Platin ·                                                  | 105.000  |

## Statistik und Quellen
| Land/RegionAuszeichnungen für Musikverkäufe (Land/Region, Auszeichnungen, Verkäufe, Quellen) | Silber     | Gold         | Platin         | Diamant       | Verkäufe    | Quellen                                                   |
| -------------------------------------------------------------------------------------------- | ---------- | ------------ | -------------- | ------------- | ----------- | --------------------------------------------------------- |
| Argentinien (CAPIF)                                                                          | —          | Gold1        | —              | —             | 15.000      | Einzelnachweise                                           |
| Australien (ARIA)                                                                            | —          | 14× Gold14   | 152× Platin152 | —             | 11.020.000  | aria.com.au                                               |
| Belgien (BRMA)                                                                               | —          | 9× Gold9     | 14× Platin14   | —             | 620.000     | ultratop.be                                               |
| Brasilien (PMB)                                                                              | —          | 10× Gold10   | 52× Platin52   | 35× Diamant35 | 9.130.000   | pro-musicabr.org.br                                       |
| Chile (IFPI)                                                                                 | —          | —            | 4× Platin4     | —             | 60.000      | Einzelnachweise                                           |
| Dänemark (IFPI)                                                                              | —          | 12× Gold12   | 35× Platin35   | —             | 1.750.000   | ifpi.dk                                                   |
| Deutschland (BVMI)                                                                           | —          | 12× Gold12   | 19× Platin19   | —             | 7.050.000   | musikindustrie.de                                         |
| Europa (IFPI)                                                                                | —          | —            | 6× Platin6     | —             | (6.000.000) | ifpi.org (Memento vom 1. Januar 2014 im Internet Archive) |
| Finnland (IFPI)                                                                              | —          | 2× Gold2     | 8× Platin8     | —             | 286.299     | ifpi.fi                                                   |
| Frankreich (SNEP)                                                                            | —          | 6× Gold6     | 10× Platin10   | 9× Diamant9   | 6.138.765   | infodisc.fr snepmusique.com                               |
| Golf-Kooperationsrat (IFPI)                                                                  | —          | Gold1        | 2× Platin2     | —             | 15.000      | ifpi.org                                                  |
| Griechenland (IFPI)                                                                          | —          | Gold1        | 8× Platin8     | —             | 156.000     | Einzelnachweise                                           |
| Indien (IMI)                                                                                 | —          | Gold1        | —              | —             | 4.000       | Einzelnachweise                                           |
| Indonesien (ASIRI)                                                                           | —          | Gold1        | —              | —             | 10.000      | Einzelnachweise                                           |
| Irland (IRMA)                                                                                | —          | —            | 11× Platin11   | —             | 155.000     | irishcharts.ie                                            |
| Italien (FIMI)                                                                               | —          | 8× Gold8     | 41× Platin41   | —             | 2.780.000   | fimi.it                                                   |
| Japan (RIAJ)                                                                                 | —          | 11× Gold11   | 12× Platin12   | 2× Diamant2   | 4.450.000   | riaj.or.jp JP2 JP3                                        |
| Kanada (MC)                                                                                  | —          | 9× Gold9     | 58× Platin58   | 4× Diamant4   | 8.140.000   | musiccanada.com                                           |
| Kolumbien (ASINCOL)                                                                          | —          | Gold1        | —              | —             | 5.000       | Einzelnachweise                                           |
| Libanon (IFPI)                                                                               | —          | Gold1        | —              | —             | 3.000       | ifpi.org                                                  |
| Malaysia (RIM)                                                                               | —          | —            | 12× Platin12   | —             | 180.000     | Einzelnachweise                                           |
| Mexiko (AMPROFON)                                                                            | —          | 2× Gold2     | 5× Platin5     | —             | 500.000     | amprofon.com.mx                                           |
| Neuseeland (RMNZ)                                                                            | —          | 12× Gold12   | 73× Platin73   | —             | 1.927.500   | aotearoamusiccharts.co.nz NZ2 NZ3 NZ4                     |
| Niederlande (NVPI)                                                                           | —          | Gold1        | 2× Platin2     | —             | 125.000     | nvpi.nl                                                   |
| Norwegen (IFPI)                                                                              | —          | 7× Gold7     | 77× Platin77   | —             | 3.370.000   | ifpi.no                                                   |
| Österreich (IFPI)                                                                            | —          | 9× Gold9     | 36× Platin36   | —             | 1.067.500   | ifpi.at                                                   |
| Philippinen (PARI)                                                                           | —          | —            | 12× Platin12   | —             | 180.000     | Einzelnachweise                                           |
| Polen (ZPAV)                                                                                 | —          | 4× Gold4     | 22× Platin22   | 6× Diamant6   | 2.100.000   | olis.pl                                                   |
| Portugal (AFP)                                                                               | —          | Gold1        | 20× Platin20   | —             | 230.000     | Einzelnachweise                                           |
| Russland (NFPF)                                                                              | —          | 2× Gold2     | 12× Platin12   | —             | 980.000     | 2m-online.ru                                              |
| Schweden (IFPI)                                                                              | —          | 5× Gold5     | 30× Platin30   | —             | 1.770.000   | sverigetopplistan.se                                      |
| Schweiz (IFPI)                                                                               | —          | 7× Gold7     | 19× Platin19   | —             | 610.000     | hitparade.ch                                              |
| Singapur (RIAS)                                                                              | —          | 2× Gold2     | 4× Platin4     | —             | 50.000      | rias.org.sg                                               |
| Spanien (Promusicae)                                                                         | —          | 14× Gold14   | 23× Platin23   | —             | 1.500.000   | elportaldemusica.es ES2                                   |
| Südkorea (KMCA)                                                                              | —          | —            | —              | —             | 2.098.334   | Einzelnachweise                                           |
| Ungarn (MAHASZ)                                                                              | —          | 3× Gold3     | 2× Platin2     | —             | 20.000      | slagerlistak.hu                                           |
| Vereinigte Staaten (RIAA)                                                                    | —          | 8× Gold8     | 77× Platin77   | 3× Diamant3   | 112.006.000 | riaa.com                                                  |
| Vereinigtes Königreich (BPI)                                                                 | 9× Silber9 | 11× Gold11   | 52× Platin52   | —             | 33.996.000  | bpi.co.uk                                                 |
| Zentralamerika (CFC)                                                                         | —          | Gold1        | 3× Platin3     | —             | 245.000     | cfc-musica.com                                            |
| Insgesamt                                                                                    | 9× Silber9 | 189× Gold189 | 913× Platin913 | 59× Diamant59 |             |                                                           |